# Représentations diplomatiques du Brésil

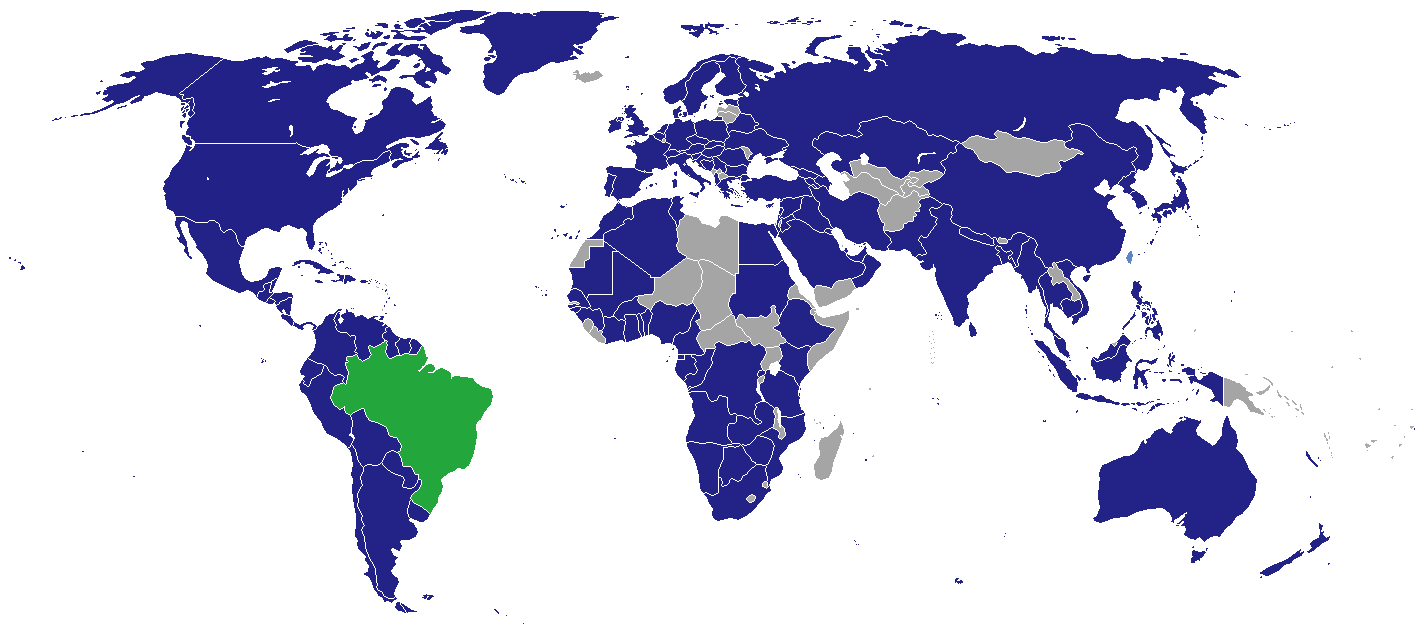
Représentations diplomatiques du Brésil :
Brésil
Ambassade
Représentation commerciale

Le Brésil est un pays très bien représenté de par le monde ; il compte des représentations dans plus de 125 pays.
Voici la liste des représentations diplomatiques du Brésil à l'étranger :

## Afrique
- Afrique du Sud
  - Pretoria (ambassade)
  - Le Cap (consulat général)
- Algérie
  - Alger (ambassade)
- Angola
  - Luanda (ambassade)
- Bénin
  - Cotonou (ambassade)
- Botswana
  - Gaborone (ambassade)
- Burkina Faso
  - Ouagadougou (ambassade)
- Cameroun
  - Yaoundé (ambassade)
- Cap-Vert
  - Praia (ambassade)
- République du Congo
  - Brazzaville (ambassade)
- République démocratique du Congo
  - Kinshasa (ambassade)
- Côte d'Ivoire
  - Abidjan (ambassade)
- Égypte
  - Le Caire (ambassade)
- Éthiopie
  - Addis-Abeba (ambassade)
- Gabon
  - Libreville (ambassade)
- Ghana
  - Accra (ambassade)
- Guinée
  - Conakry (ambassade)
- Guinée-Bissau
  - Bissau (ambassade)
- Guinée équatoriale
  - Malabo (ambassade)
- Kenya
  - Nairobi (ambassade)
- Mali
  - Bamako (ambassade)
- Maroc
  - Rabat (ambassade)
- Mauritanie
  - Nouakchott (ambassade)
- Mozambique
  - Maputo (ambassade)
- Namibie
  - Windhoek (ambassade)
- Nigeria
  - Abuja (ambassade)
  - Lagos (consulat général)
- Rwanda
  - Kigali (ambassade)
- Sao Tomé-et-Principe
  - São Tomé (ambassade)
- Sénégal
  - Dakar (ambassade)
- Soudan
  - Khartoum (ambassade)
- Tanzanie
  - Dar es Salam (ambassade)
- Togo
  - Lome (ambassade)
- Tunisie
  - Tunis (ambassade)
- Zambie
  - Lusaka (ambassade)
- Zimbabwe
  - Harare (ambassade)

## Amérique
- Argentine
  - Buenos Aires (ambassade)
  - Córdoba (consulat général)
  - Mendoza (consulat général)
  - Paso de los Libres (consulat)
  - Puerto Iguazú (consulat)
- Bahamas
  - Nassau (ambassade)
- Barbade
  - Bridgetown (ambassade)
- Belize
  - Belmopan (ambassade)
- Bolivie
  - La Paz (ambassade)
  - Cochabamba (consulat général)
  - Santa Cruz de la Sierra (consulat général)
  - Cobija (vice-consulat)
  - Guayaramerín (vice-consulat)
  - Puerto Quijarro (vice-consulat)
- Canada
  - Ottawa (ambassade)
  - Montréal (consulat général)
  - Toronto (consulat général)
  - Vancouver (consulat général)
- Chili
  - Santiago du Chili (ambassade)
- Colombie
  - Bogota (ambassade)
  - Leticia (vice-consulat)
- Costa Rica
  - San José (ambassade)
- Cuba
  - La Havane (ambassade)
- République dominicaine
  - Saint-Domingue (ambassade)
- Équateur
  - Quito (ambassade)
- États-Unis
  - Washington (ambassade)
  - Atlanta (consulat général)
  - Boston (consulat général)
  - Chicago (consulat général)
  - Hartford (consulat général)
  - Houston (consulat général)
  - Los Angeles (consulat général)
  - Miami (consulat général)
  - New York (consulat général)
  - Orlando (consulat général)
  - San Francisco (consulat général)
- Guatemala
  - Guatemala ville (ambassade)
- Guyana
  - Georgetown (ambassade)
  - Lethem (vice-consulat)
- Haïti
  - Port-au-Prince (ambassade)
- Honduras
  - Tegucigalpa (ambassade)
- Jamaïque
  - Kingston (ambassade)
- Mexique
  - Mexico (ambassade)
- Nicaragua
  - Managua (ambassade)
- Panama
  - Panamá (ambassade)
- Paraguay
  - Asuncion (ambassade)
  - Ciudad del Este (consulat général)
  - Pedro Juan Caballero (consulat)
  - Salto del Guairá (consulat)
  - Concepción (vice-consulat)
  - Encarnación (vice-consulat)
- Pérou
  - Lima (ambassade)
  - Iquitos (consulat)
- Sainte-Lucie
  - Castries (ambassade)
- Salvador
  - San Salvador (ambassade)
- Suriname
  - Paramaribo (ambassade)
- Trinité-et-Tobago
  - Port-d'Espagne (ambassade)
- Uruguay
  - Montevideo (ambassade)
  - Rivera (consulat)
  - Chuy (consulat)
  - Artigas (vice-consulat)
  - Río Branco (vice-consulat)
- Venezuela
  - Caracas (ambassade)

## Asie
- Arabie saoudite
  - Riyad (ambassade)
- Arménie
  - Erevan (ambassade)
- Azerbaïdjan
  - Bakou (ambassade)
- Bahreïn
  - Manama (ambassade)
- Bangladesh
  - Dhâkâ (ambassade)
- Birmanie
  - Yangon (ambassade)
- Chine
  - Pékin (ambassade)
  - Canton (consulat général)
  - Chengdu (consulat général)
  - Hong Kong (consulat général)
  - Shanghai (consulat général)
- Corée du Nord
  - Pyongyang (ambassade)
- Corée du Sud
  - Séoul (ambassade)
- Émirats arabes unis
  - Abou Dabi (ambassade)
- Géorgie
  - Tbilisi (ambassade)
- Inde
  - New Delhi (ambassade)
  - Mumbai (consulat général)
- Indonésie
  - Jakarta (ambassade)
- Irak
  - Bagdad (ambassade)
- Iran
  - Téhéran (ambassade)
- Israël
  - Tel Aviv (ambassade)
- Japon
  - Tokyo (ambassade)
  - Hamamatsu (consulat général)
  - Nagoya (consulat général)
- Jordanie
  - Amman (ambassade)
- Kazakhstan
  - Astana (ambassade)
- Koweït
  - Koweït (ambassade)
- Liban
  - Beyrouth (ambassade)
- Malaisie
  - Kuala Lumpur (ambassade)
- Népal
  - Katmandou (ambassade)
- Oman
  - Mascate (ambassade)
- Pakistan
  - Islamabad (ambassade)
- Palestine
  - Ramallah (bureau)
- Philippines
  - Manille (ambassade)
- Qatar
  - Doha (ambassade)
- Singapour
  - Singapour (ambassade)
- Sri Lanka
  - Colombo (ambassade)
- Syrie
  - Damas (ambassade)
- Taïwan
  - Taipei (représentation commerciale)
- Thaïlande
  - Bangkok (ambassade)
- Timor oriental
  - Dili (ambassade)
- Turquie
  - Ankara (ambassade)
  - Istanbul (consulat général)
- Vietnam
  - Hanoï (ambassade)

## Europe
- Allemagne
  - Berlin (ambassade)
  - Francfort (consulat général)
  - Munich (consulat général)
- Autriche
  - Vienne (ambassade)
- Belgique
  - Bruxelles (ambassade)
- Biélorussie
  - Minsk (ambassade)
- Bosnie-Herzégovine
  - Sarajevo (ambassade)
- Bulgarie
  - Sofia (ambassade)
- Chypre
  - Nicosie (ambassade)
- Croatie
  - Zagreb (ambassade)
- Danemark
  - Copenhague (ambassade)
- Espagne
  - Madrid (ambassade)
  - Barcelone (consulat général)
- Estonie
  - Tallinn (ambassade)
- Finlande
  - Helsinki (ambassade)
- France
  - Paris (ambassade et consulat général)
  - Cayenne, Guyane (consulat général)
  - Marseille (consulat général)
  - Saint-Georges, Guyane (consulat général)
- Grèce
  - Athènes (ambassade)
- Hongrie
  - Budapest (ambassade)
- Irlande
  - Dublin (ambassade)
- Italie
  - Rome (ambassade)
  - Milan (consulat général)
- Norvège
  - Oslo (ambassade)
- Pays-Bas
  - La Haye (ambassade)
  - Amsterdam (consulat général)
- Pologne
  - Varsovie (ambassade)
- Portugal
  - Lisbonne (ambassade)
  - Faro (consulat général)
  - Porto (consulat général)
- Roumanie
  - Bucarest (ambassade)
- Royaume-Uni
  - Londres (ambassade)
  - Édimbourg (consulat général)
- Russie
  - Moscou (ambassade)
- Serbie
  - Belgrade (ambassade)
- Slovaquie
  - Bratislava (ambassade)
- Slovénie
  - Ljubljana (ambassade)
- Suède
  - Stockholm (ambassade)
- Suisse
  - Berne (ambassade)
  - Genève (consulat général)
  - Zurich (consulat général)
- Tchéquie
  - Prague (ambassade)
- Ukraine
  - Kiev (ambassade)
- Vatican
  - Rome (ambassade)

## Océanie
- Australie
  - Canberra (ambassade)
  - Sydney (consulat général)
- Nouvelle-Zélande
  - Wellington (ambassade)

## Organisations internationales
- Bruxelles  (Mission permanente auprès de l'Union européenne)
- Genève  (Mission permanente auprès de l'Organisation des Nations unies)
- Montevideo (Missions permanentes auprès de l'ALADI et du MERCOSUR)
- New York (Mission permanente auprès de l'Organisation des Nations unies)
- Paris (Mission permanente auprès de l'UNESCO)
- Rome (Mission permanente auprès de la FAO)
- Vienne (Mission permanente auprès de l'Organisation des Nations unies)
- Washington (Mission permanente auprès de l'Organisation des États américains)

## Galerie

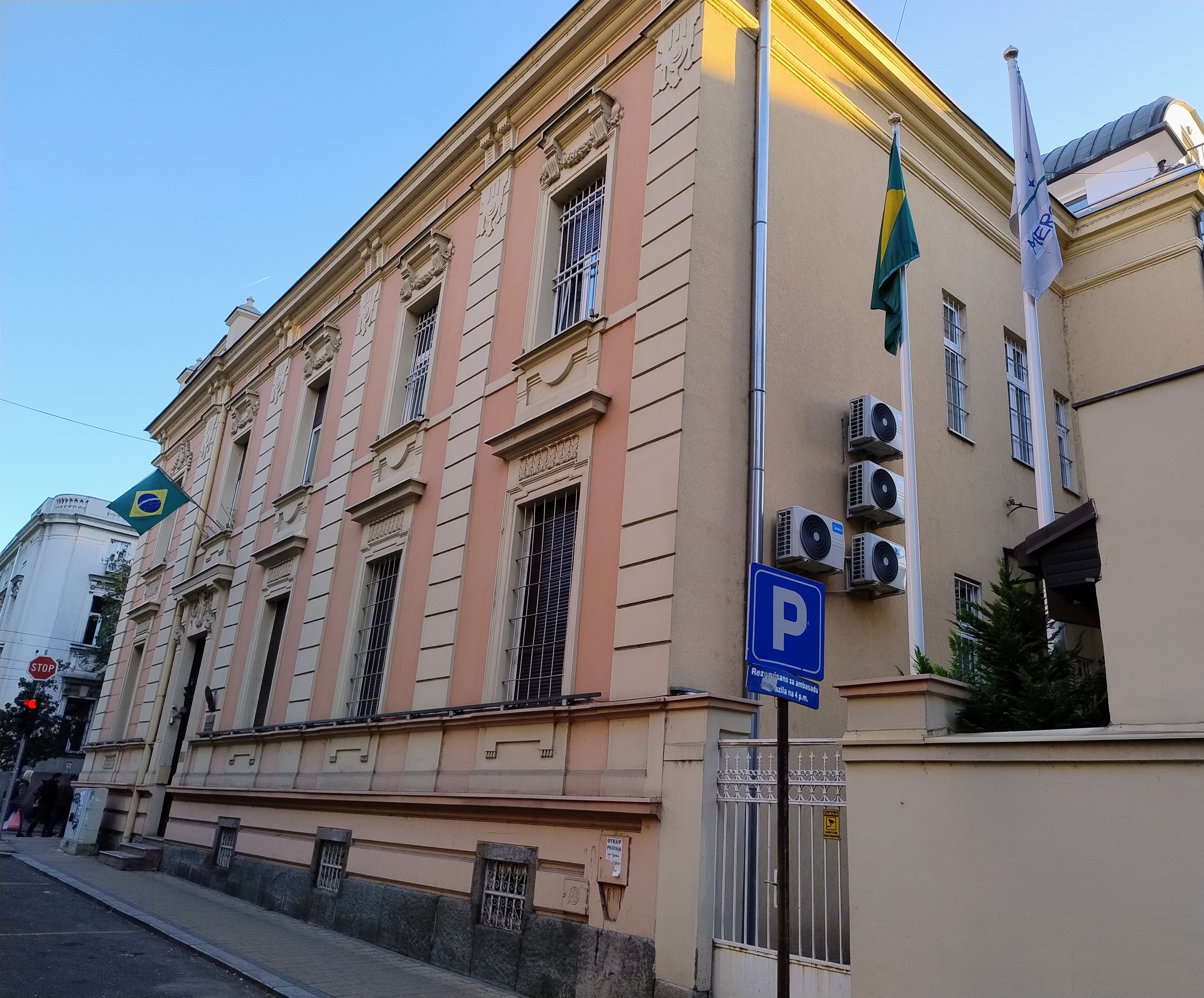
Ambassade à Belgrade.
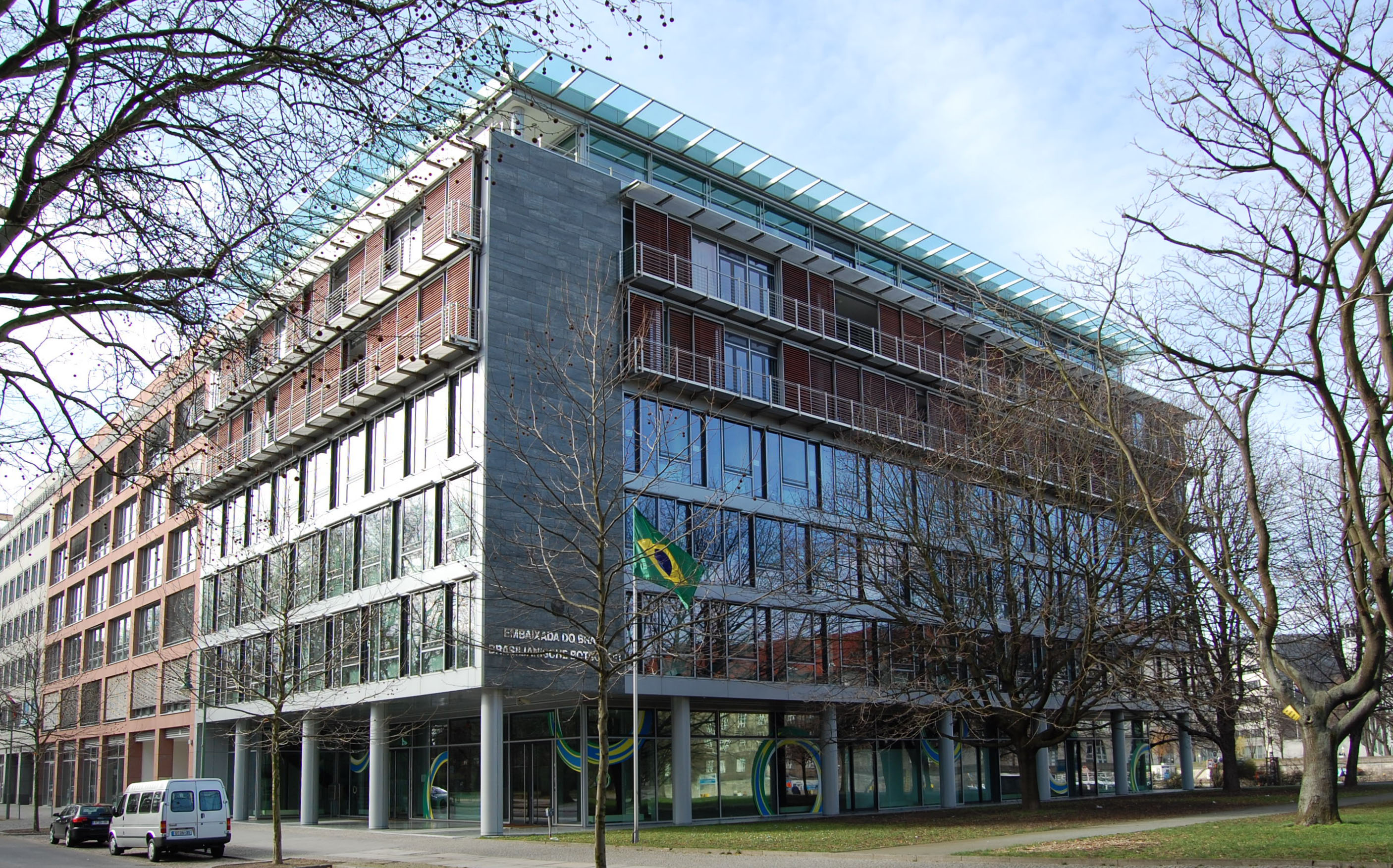
Ambassade à Berlin.
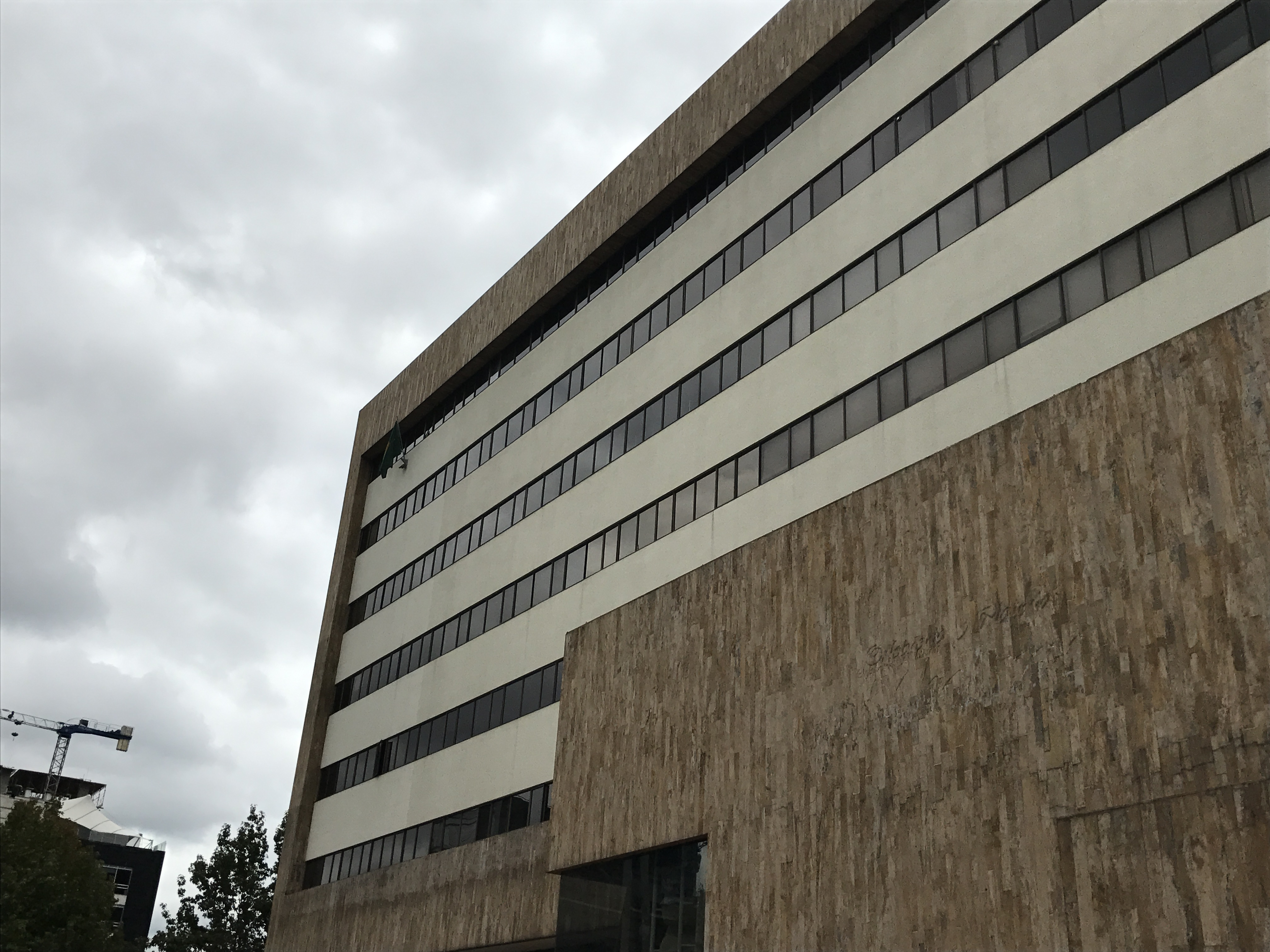
Ambassade à Bogota.
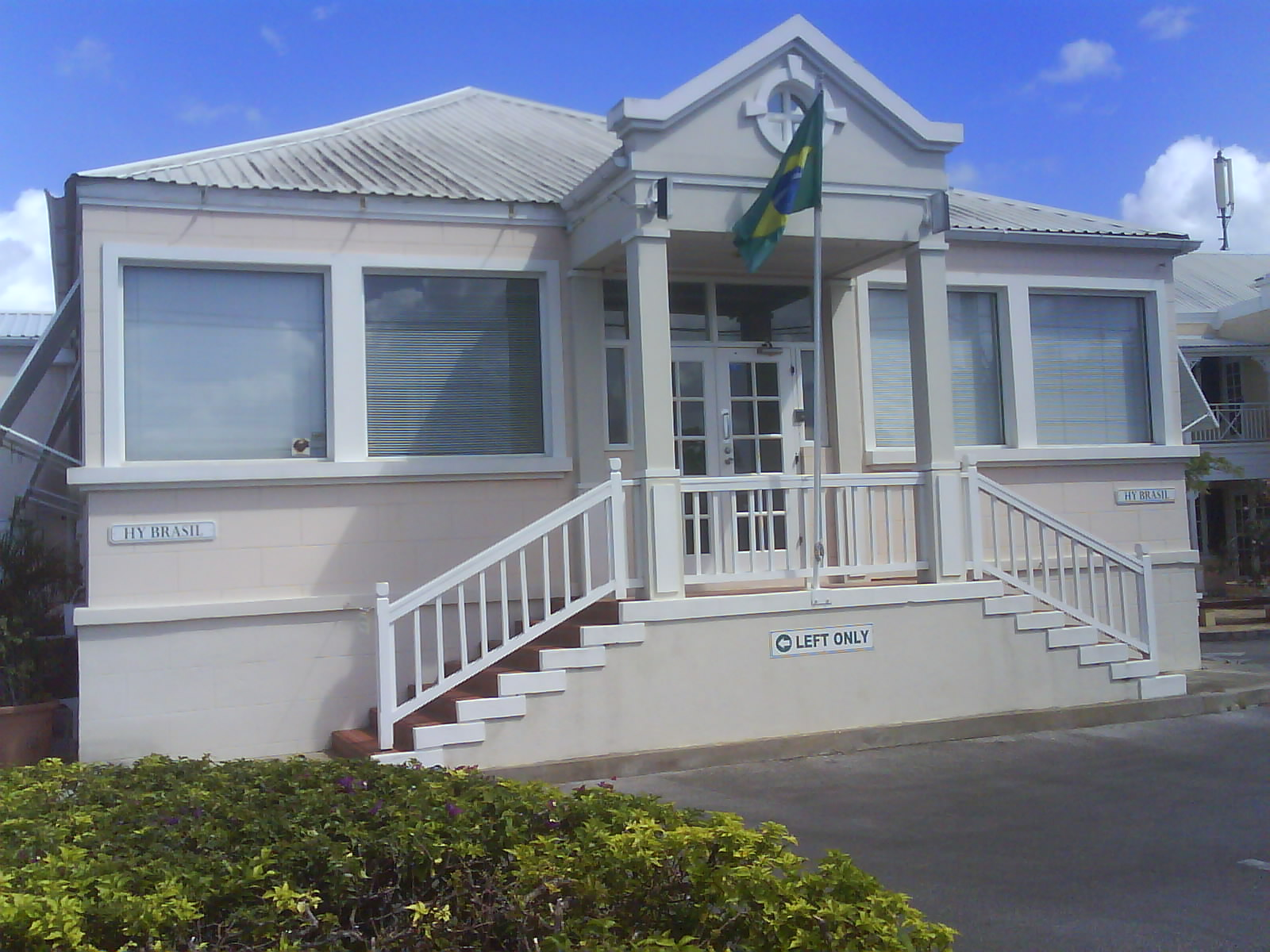
Ambassade à Bridgetown.
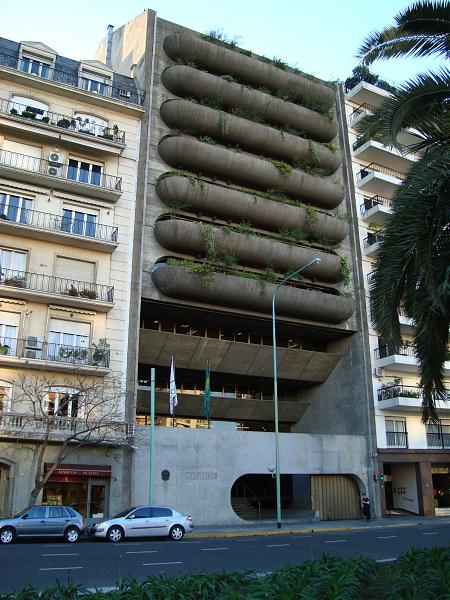
Ambassade à Buenos Aires.
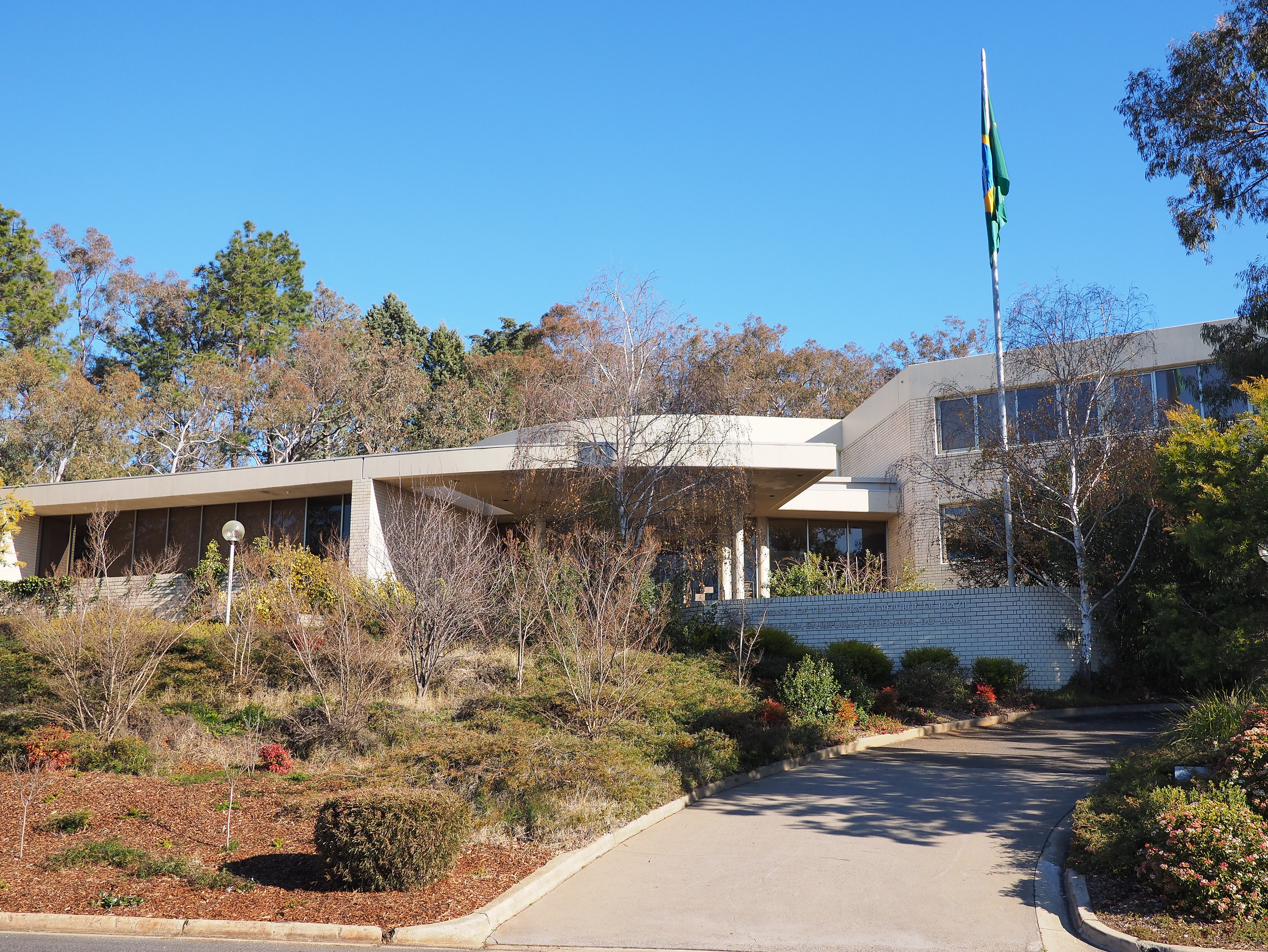
Ambassade à Canberra.
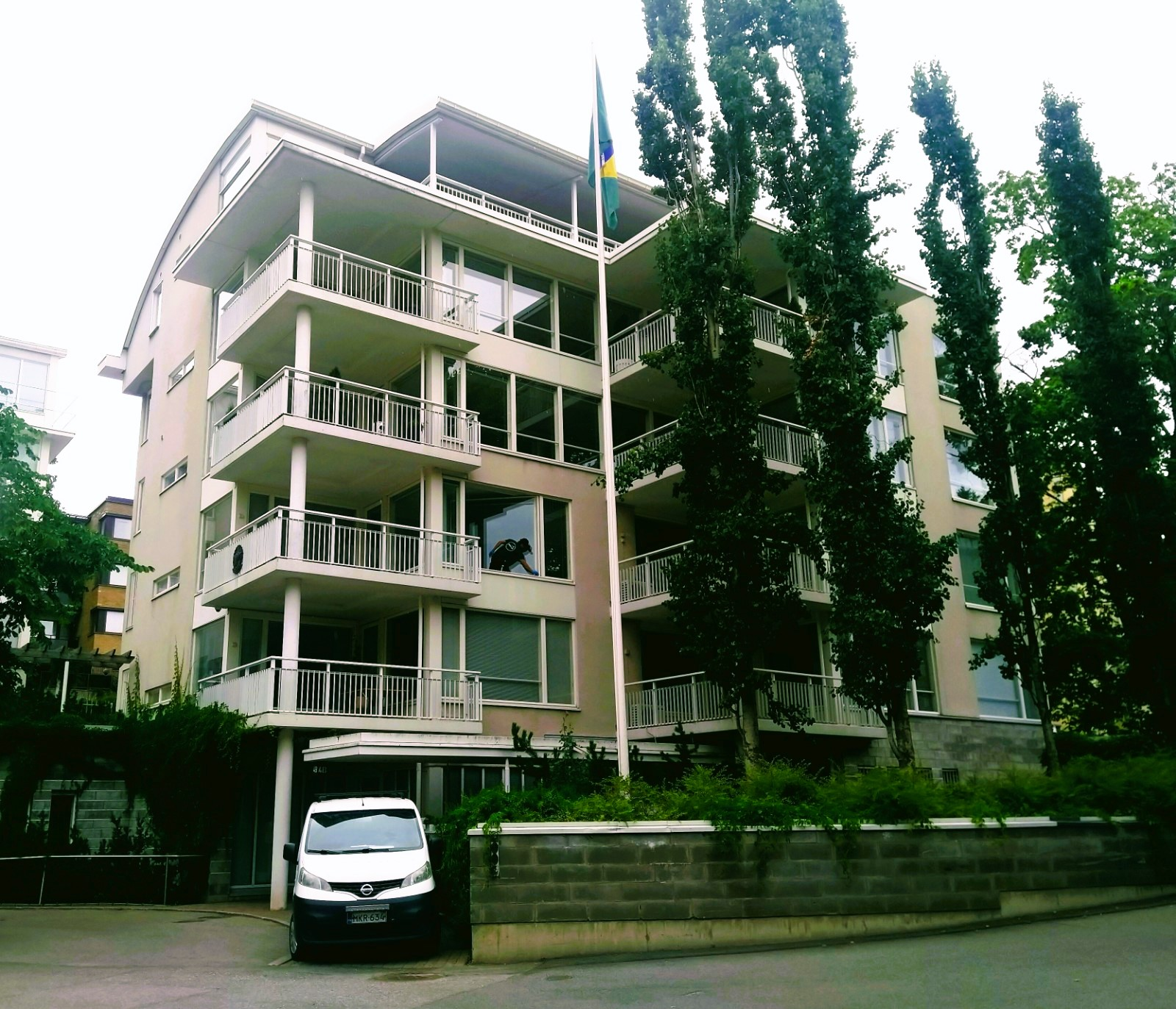
Ambassade à Helsinki.
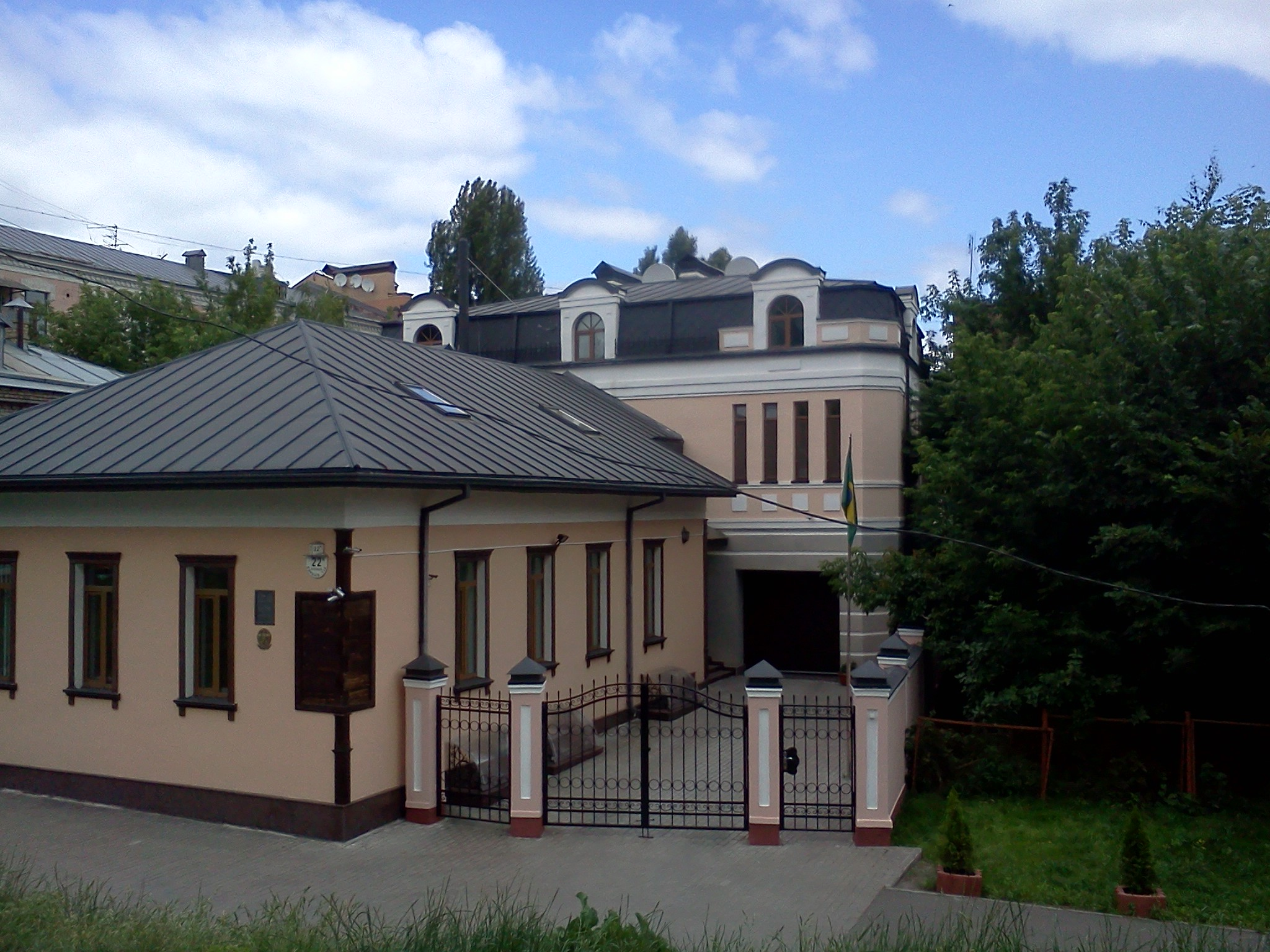
Ambassade à Kiev.
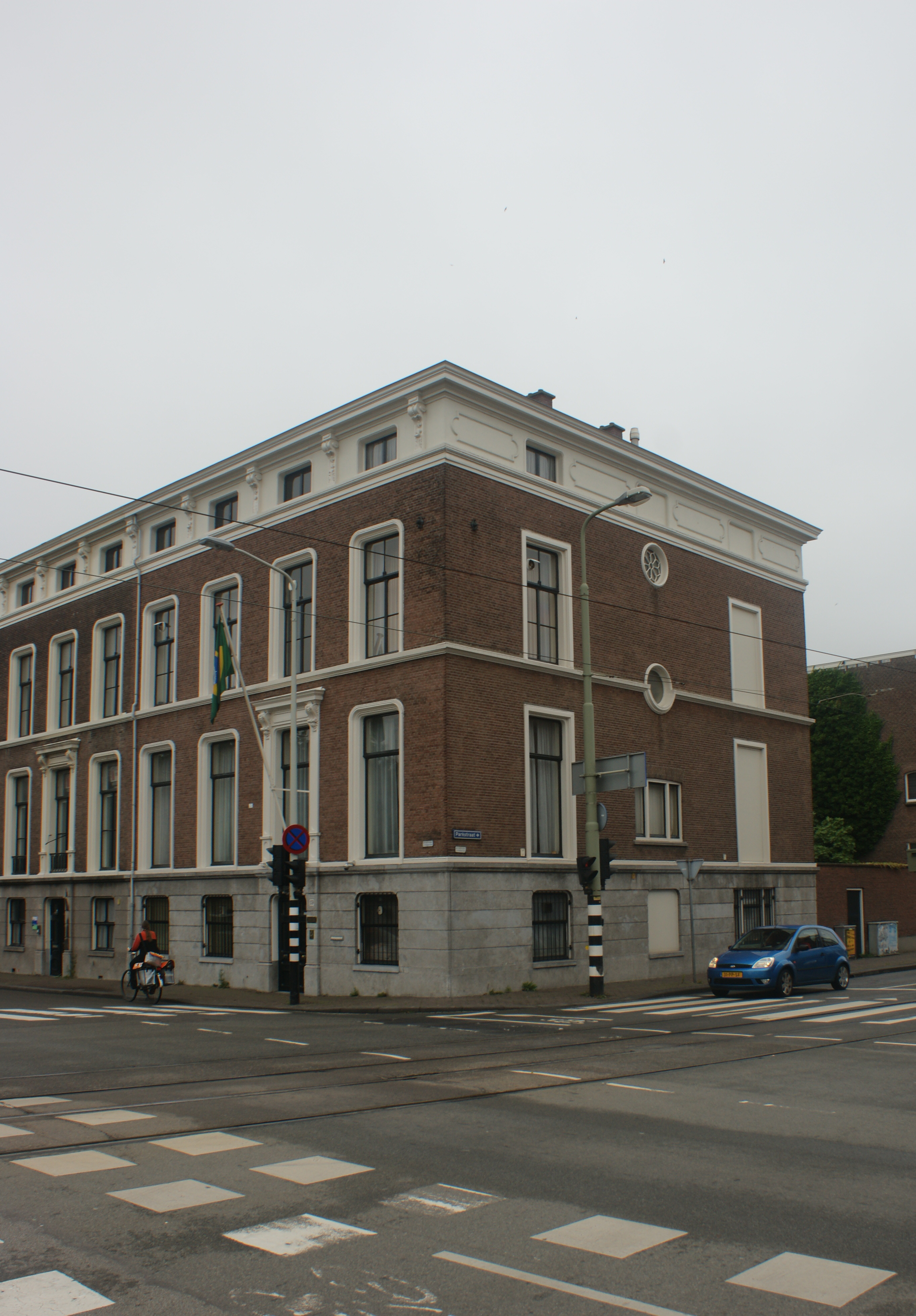
Ambassade à La Haye.
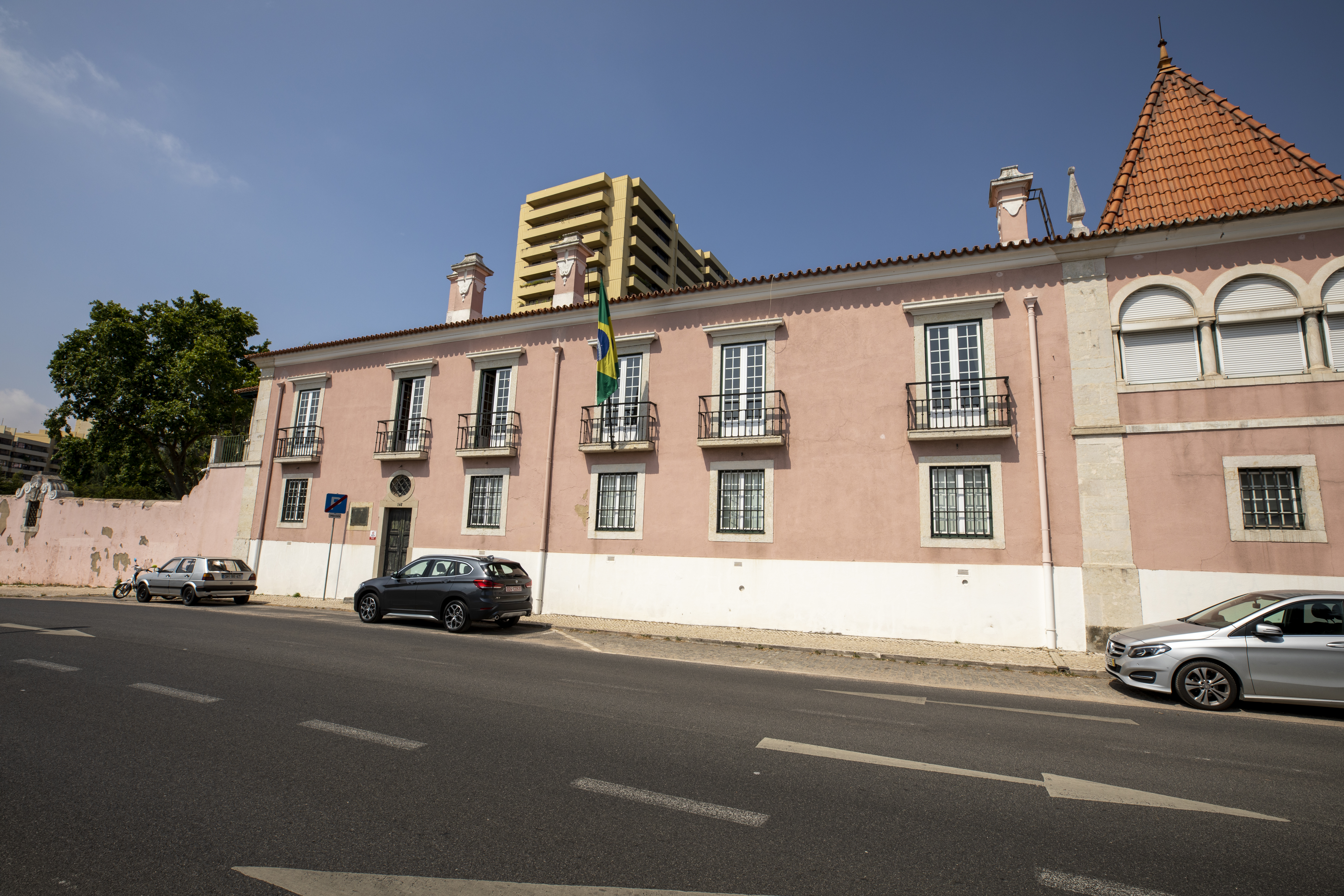
Ambassade à Lisbonne.
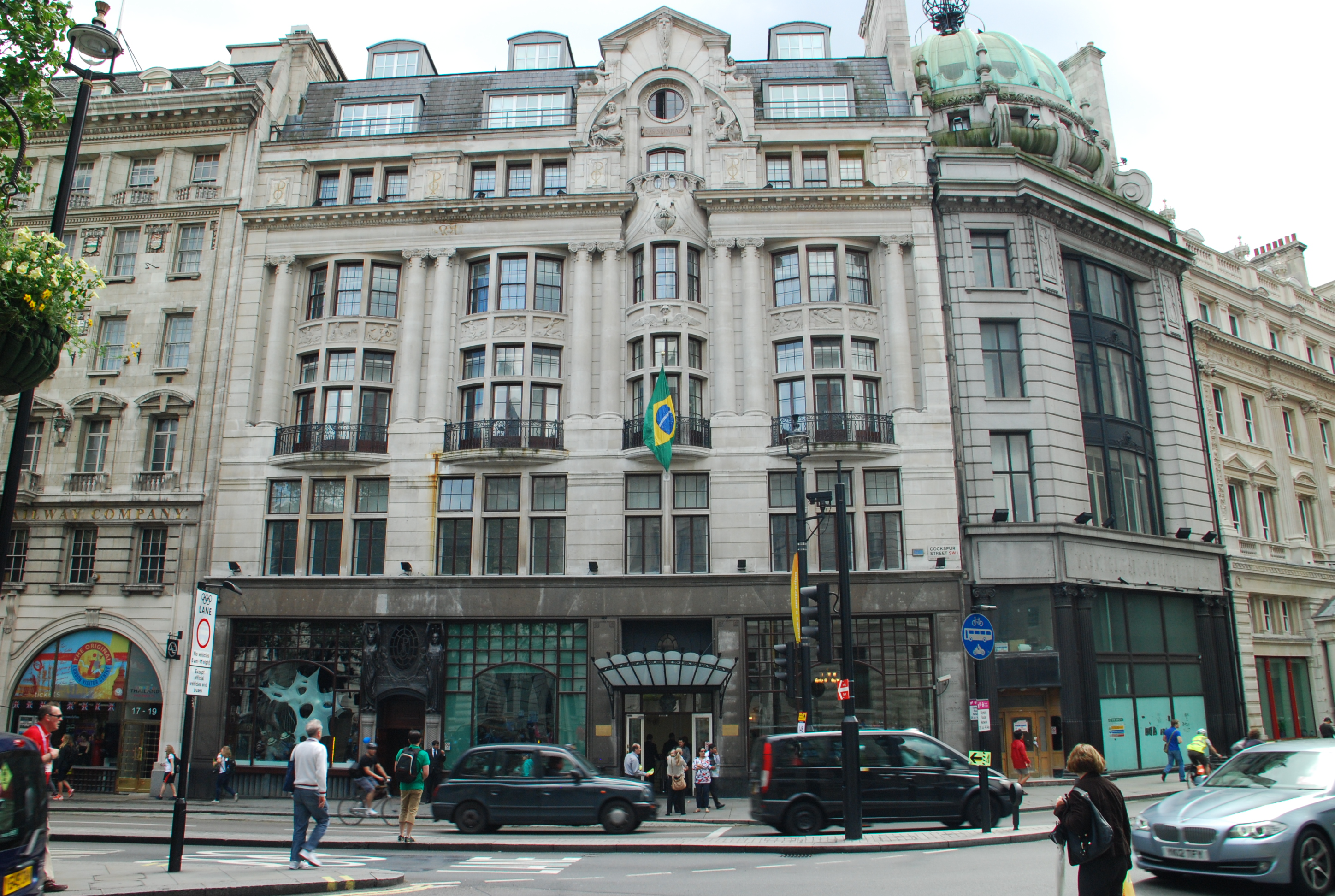
Ambassade à Londres.
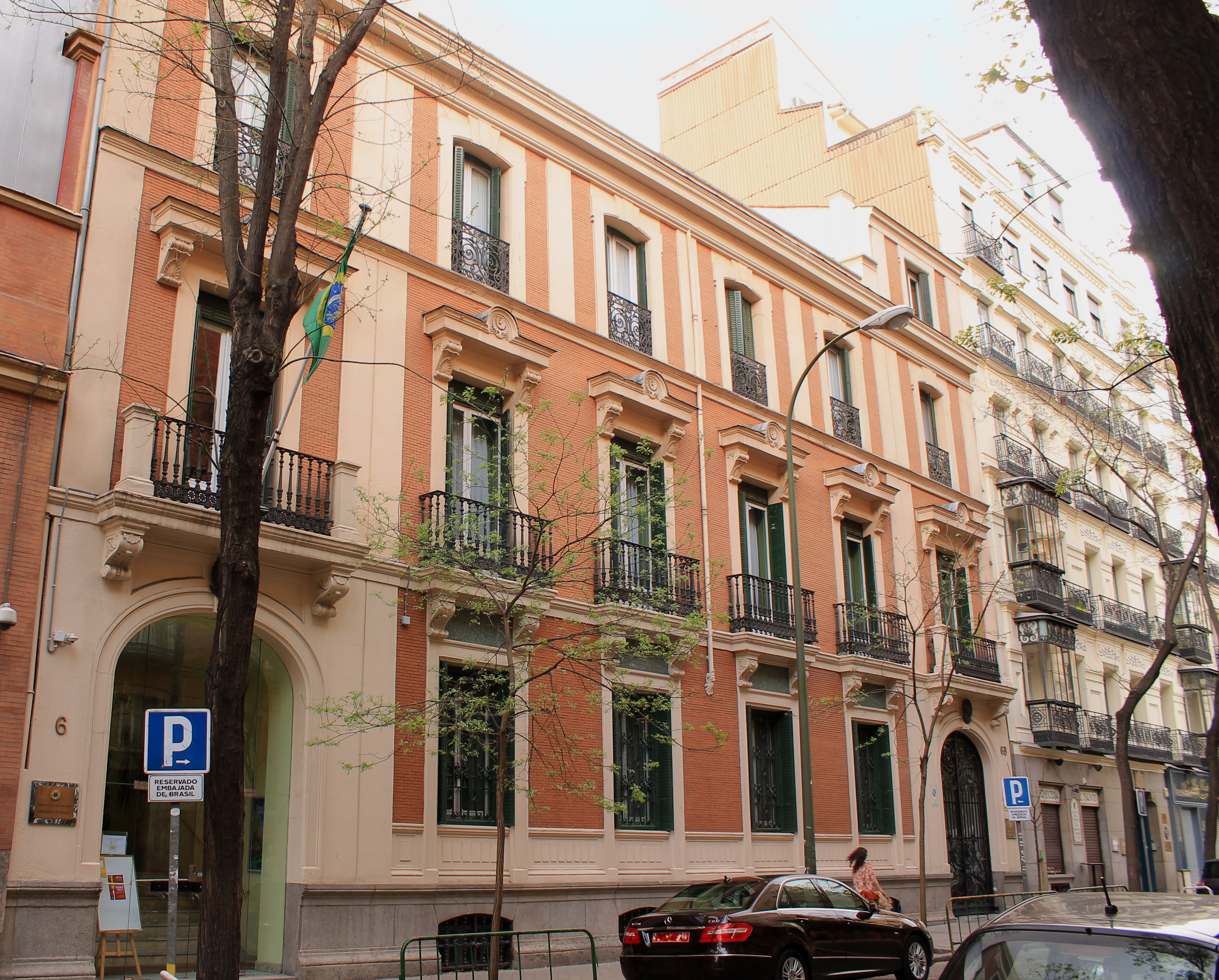
Ambassade à Madrid.
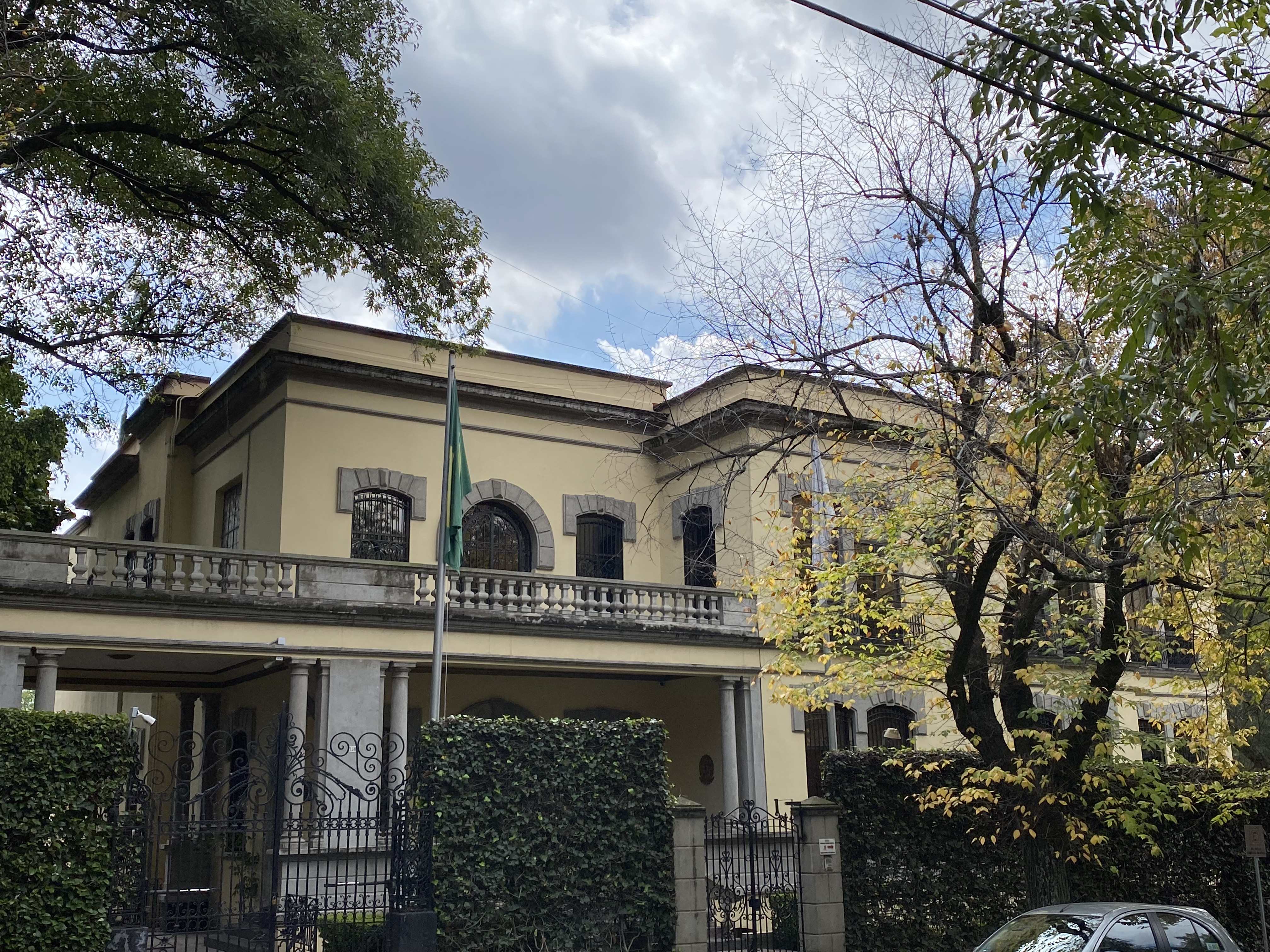
Ambassade à Mexico.
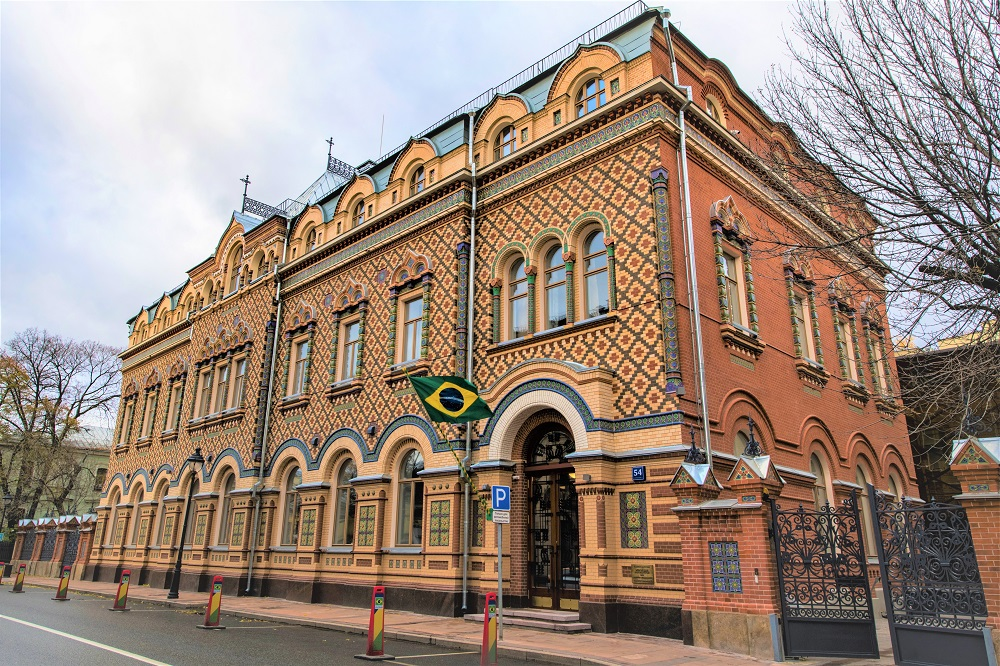
Ambassade à Moscou.
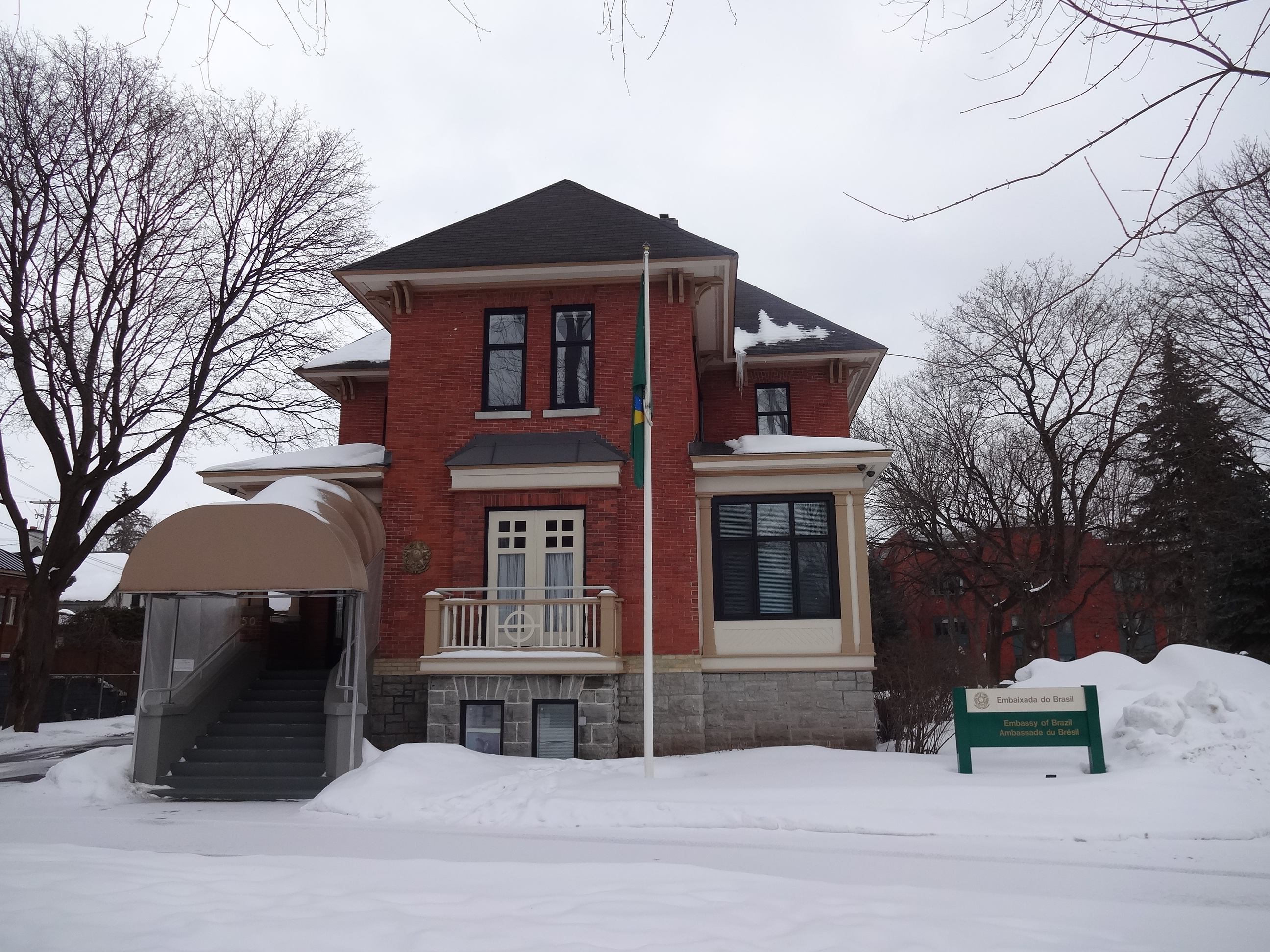
Ambassade à Ottawa.
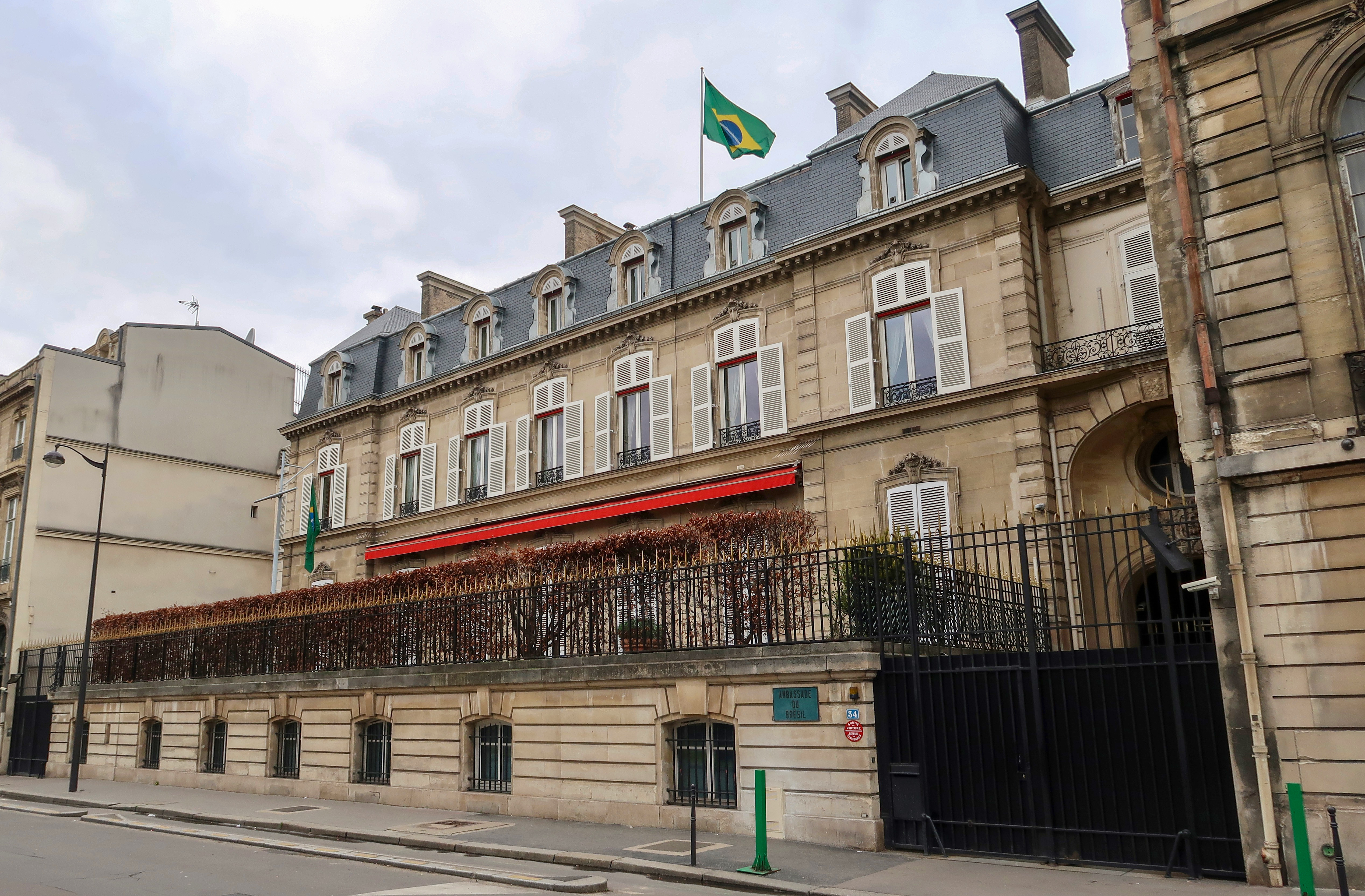
Ambassade à Paris.
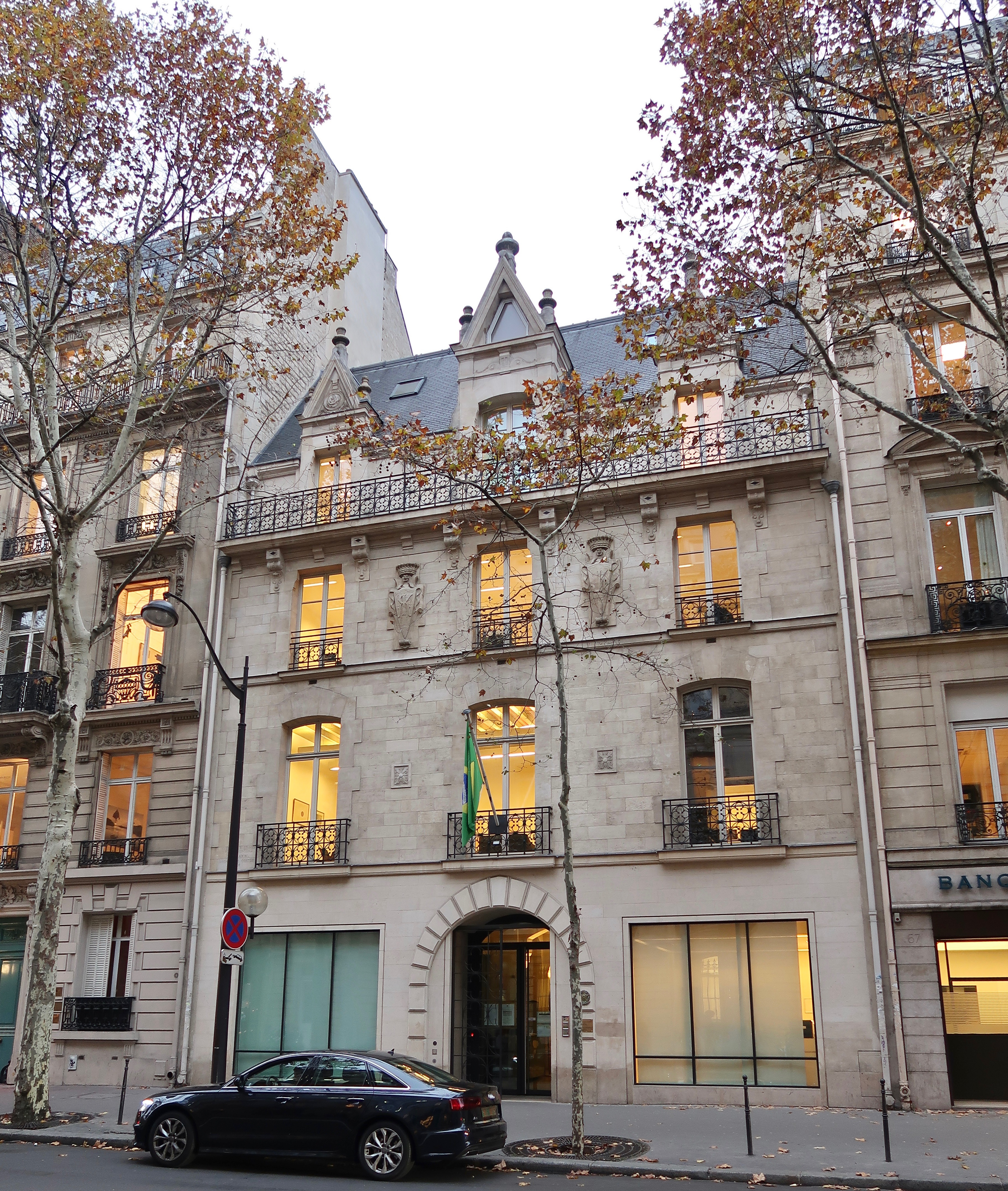
Consulat général à Paris.
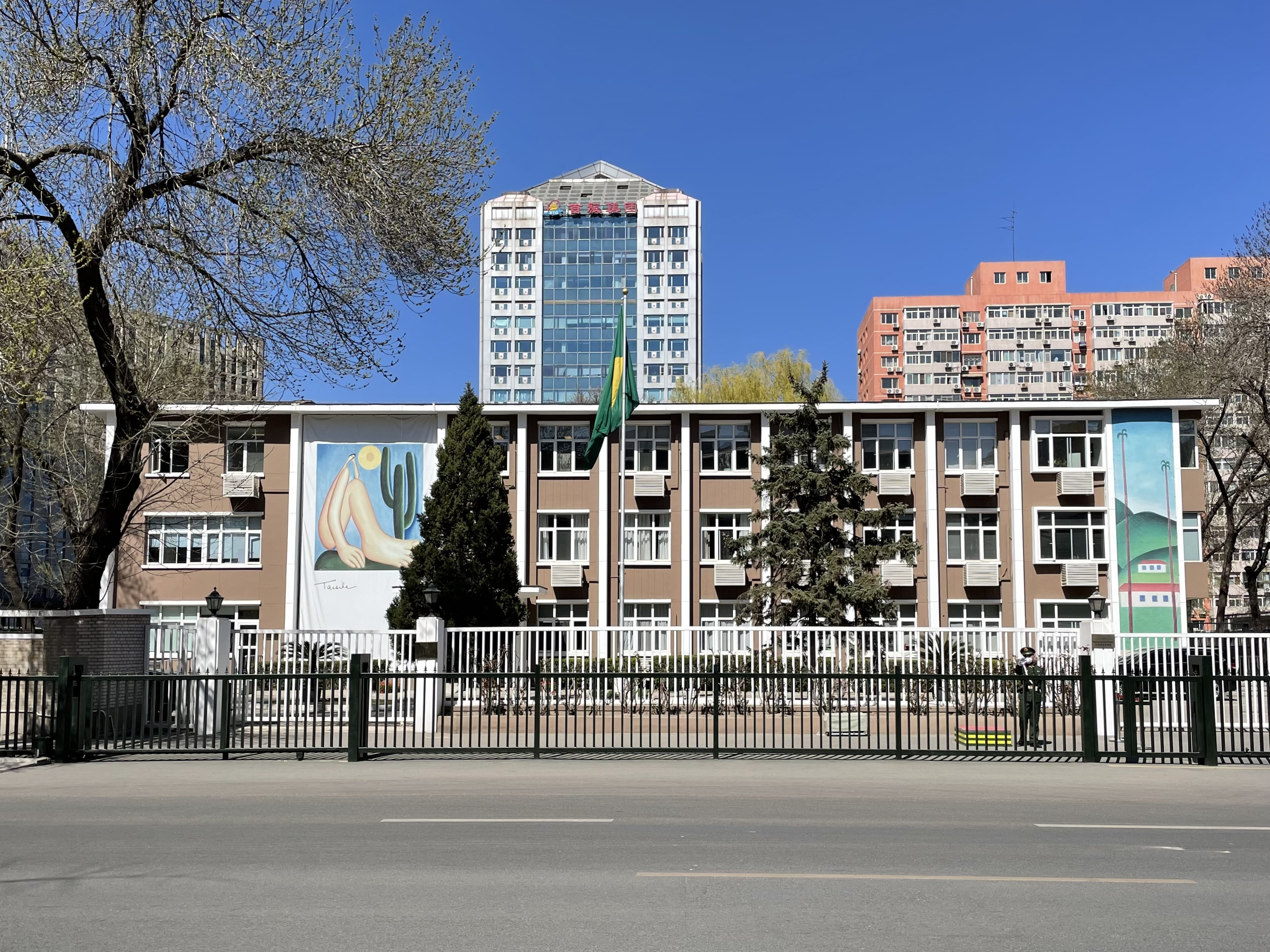
Ambassade à Pékin
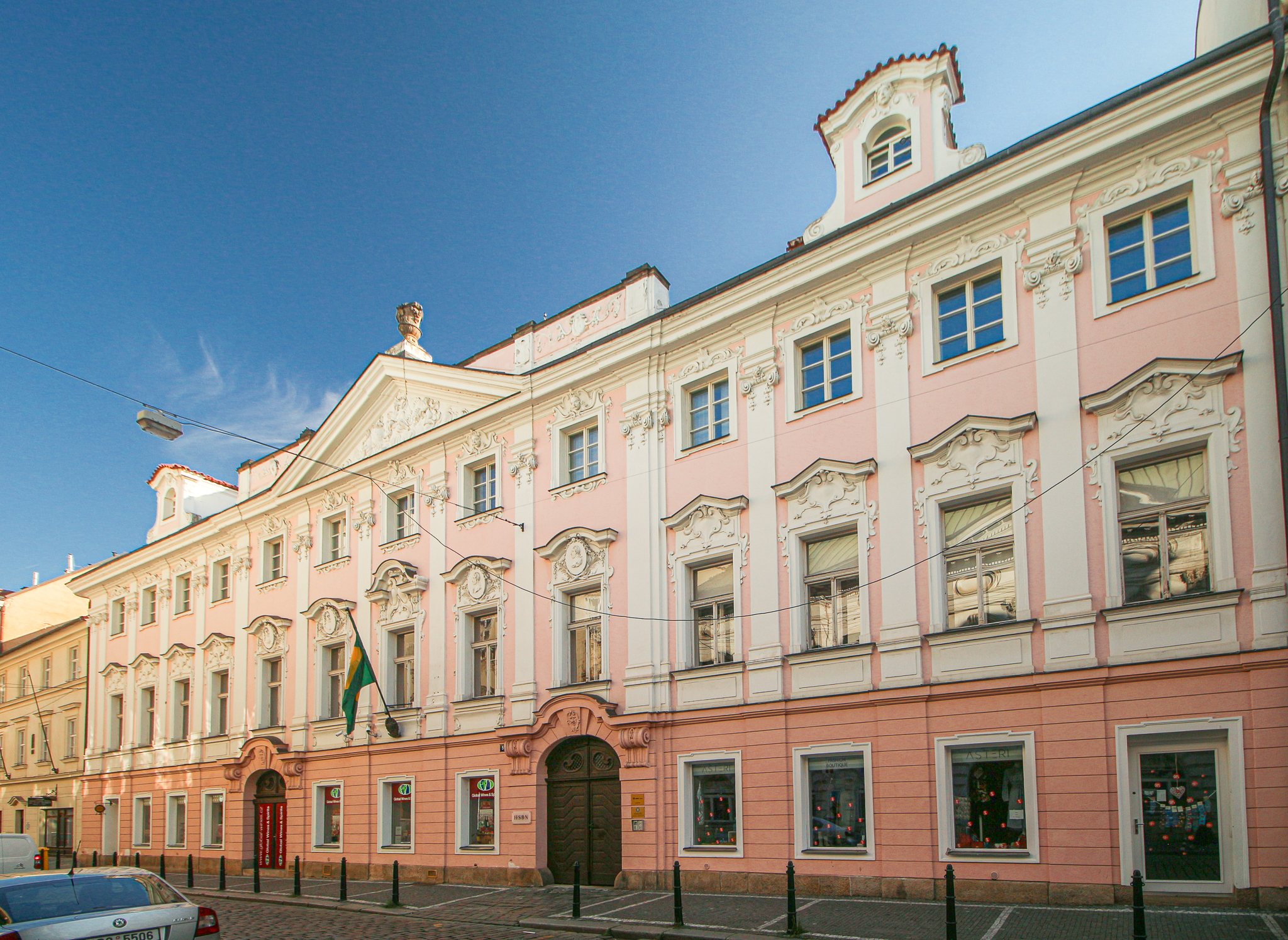
Ambassade à Prague.
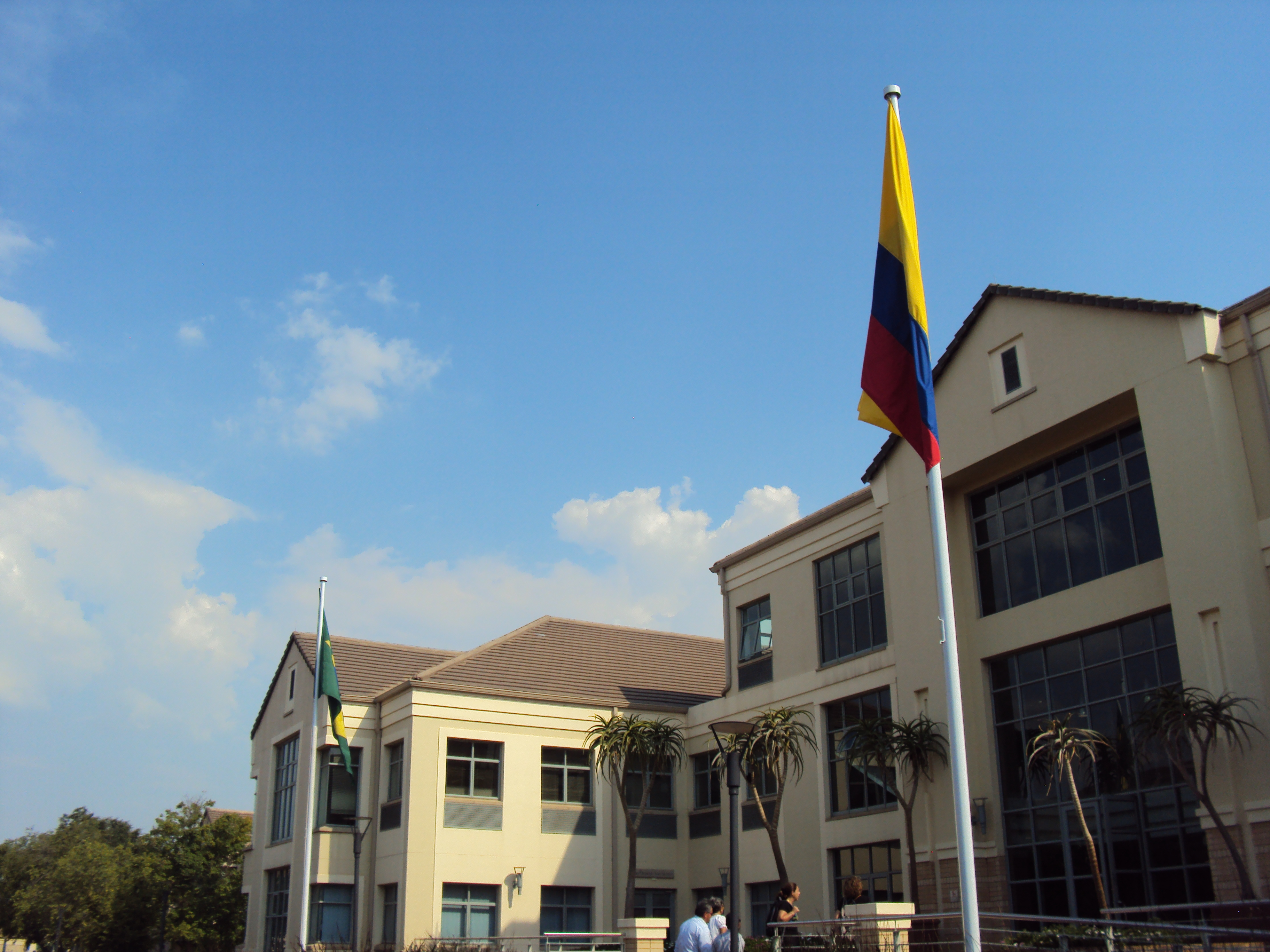
Ambassade à Pretoria.
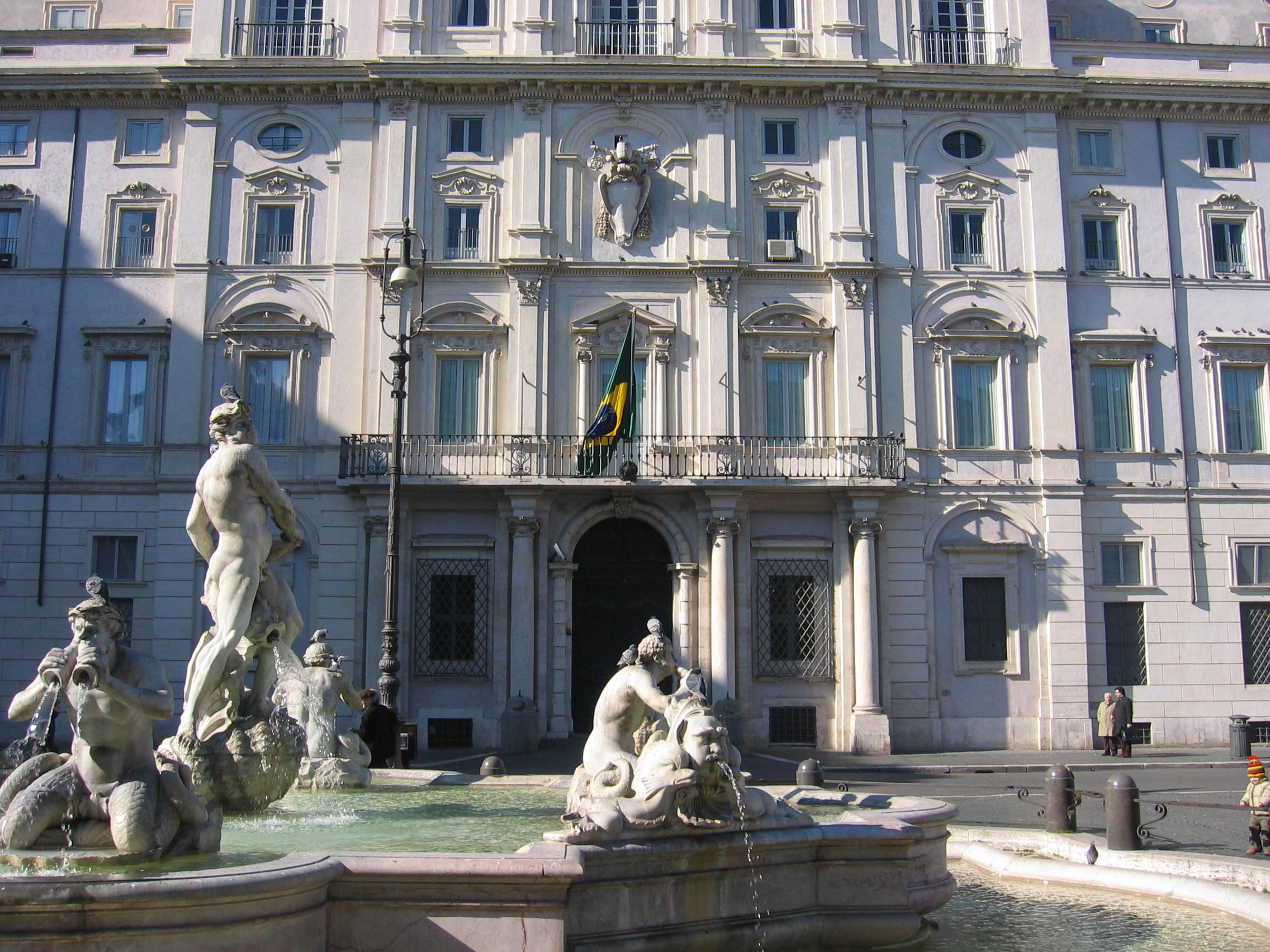
Ambassade à Rome.
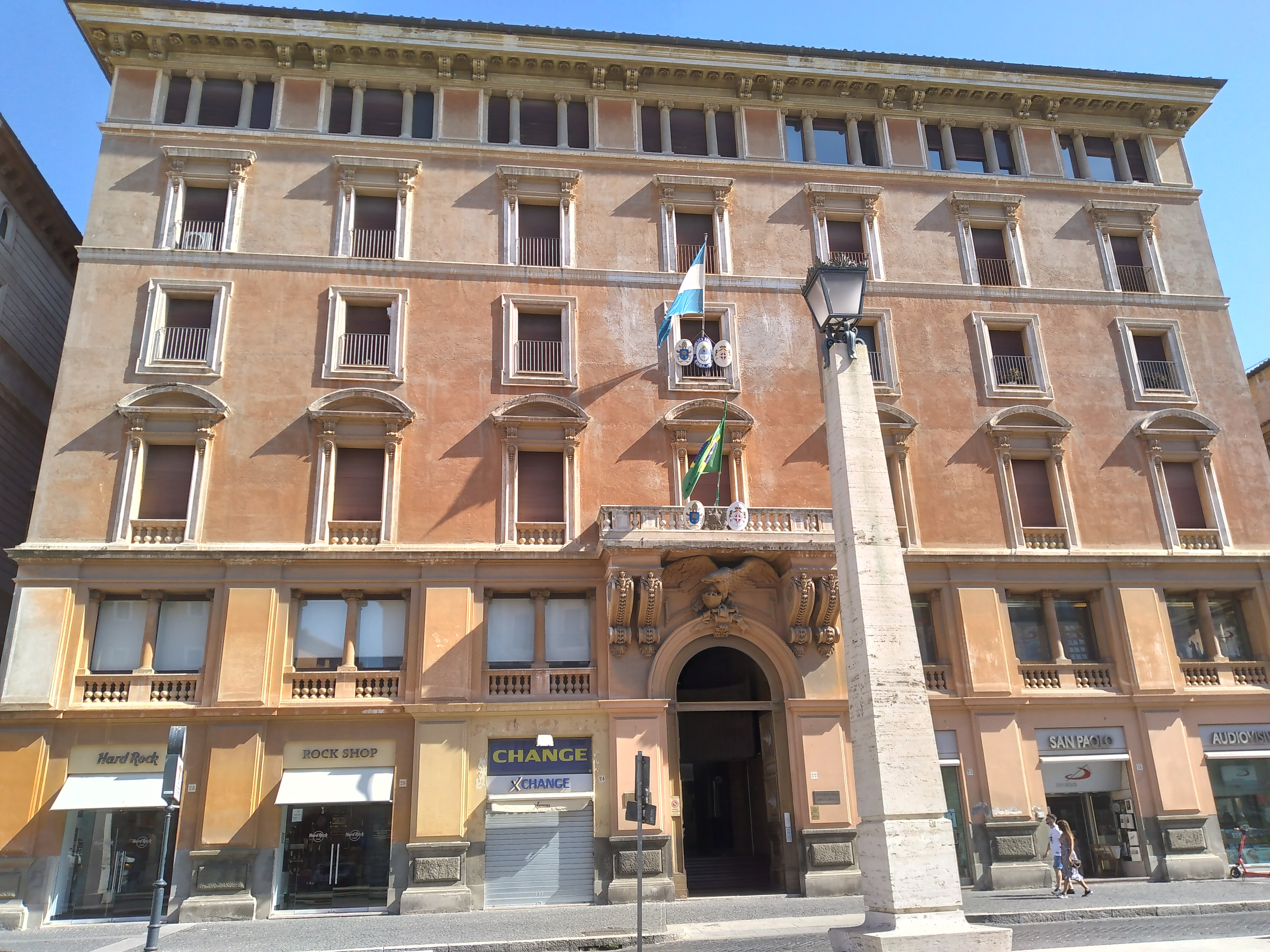
Ambassade auprès le Saint-Siège à Rome.
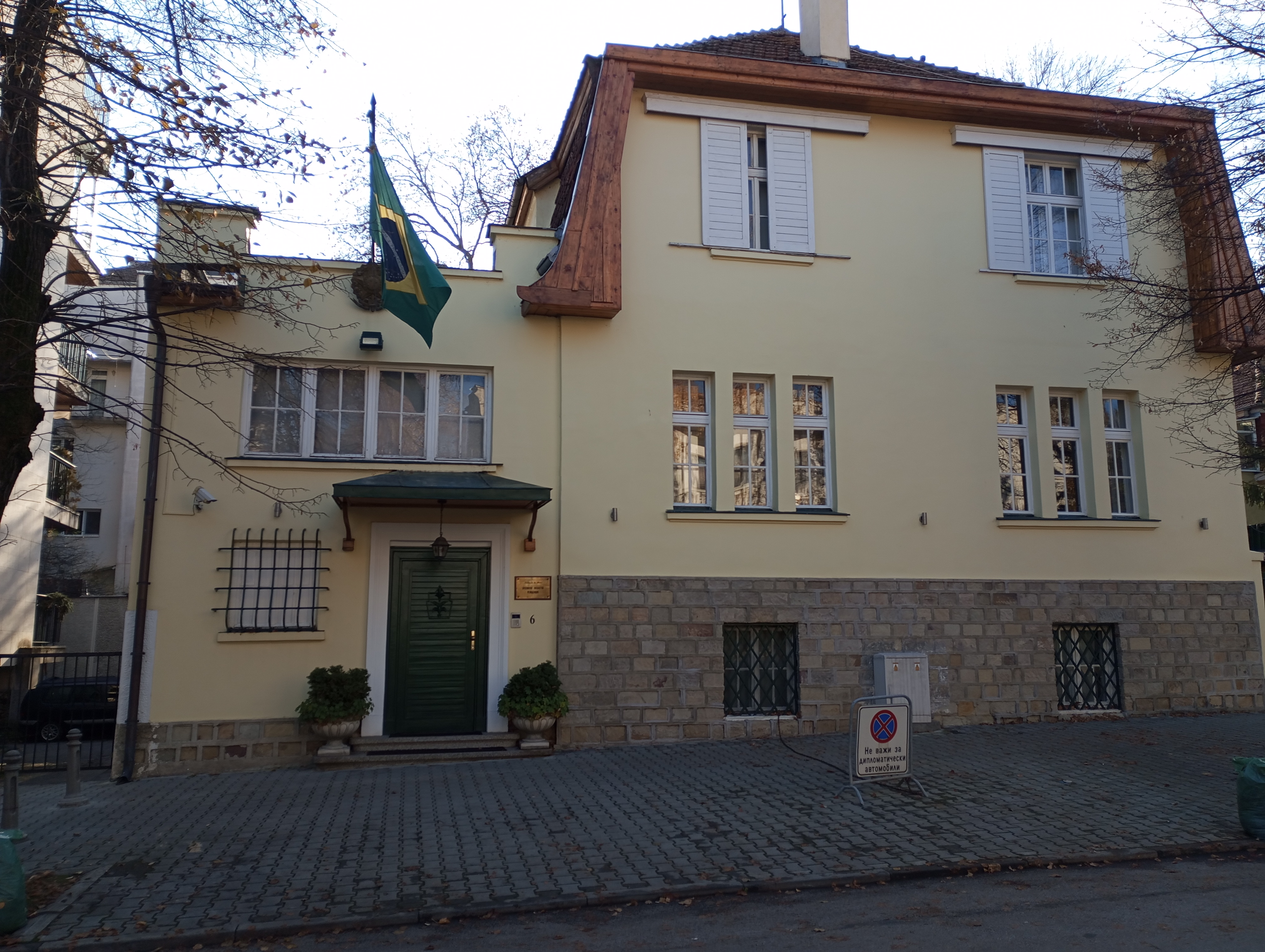
Ambassade à Sofia.
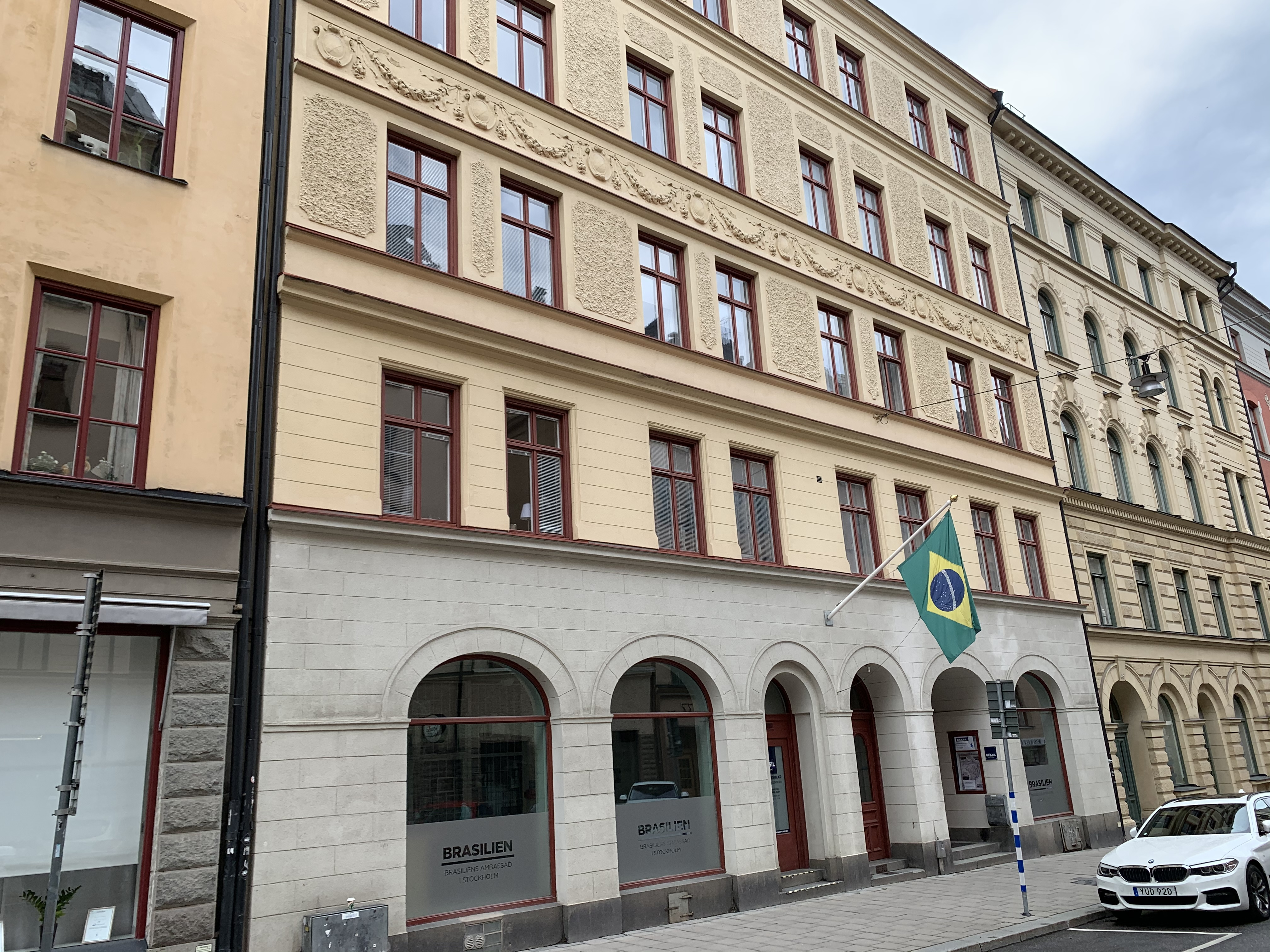
Ambassade à Stockholm.
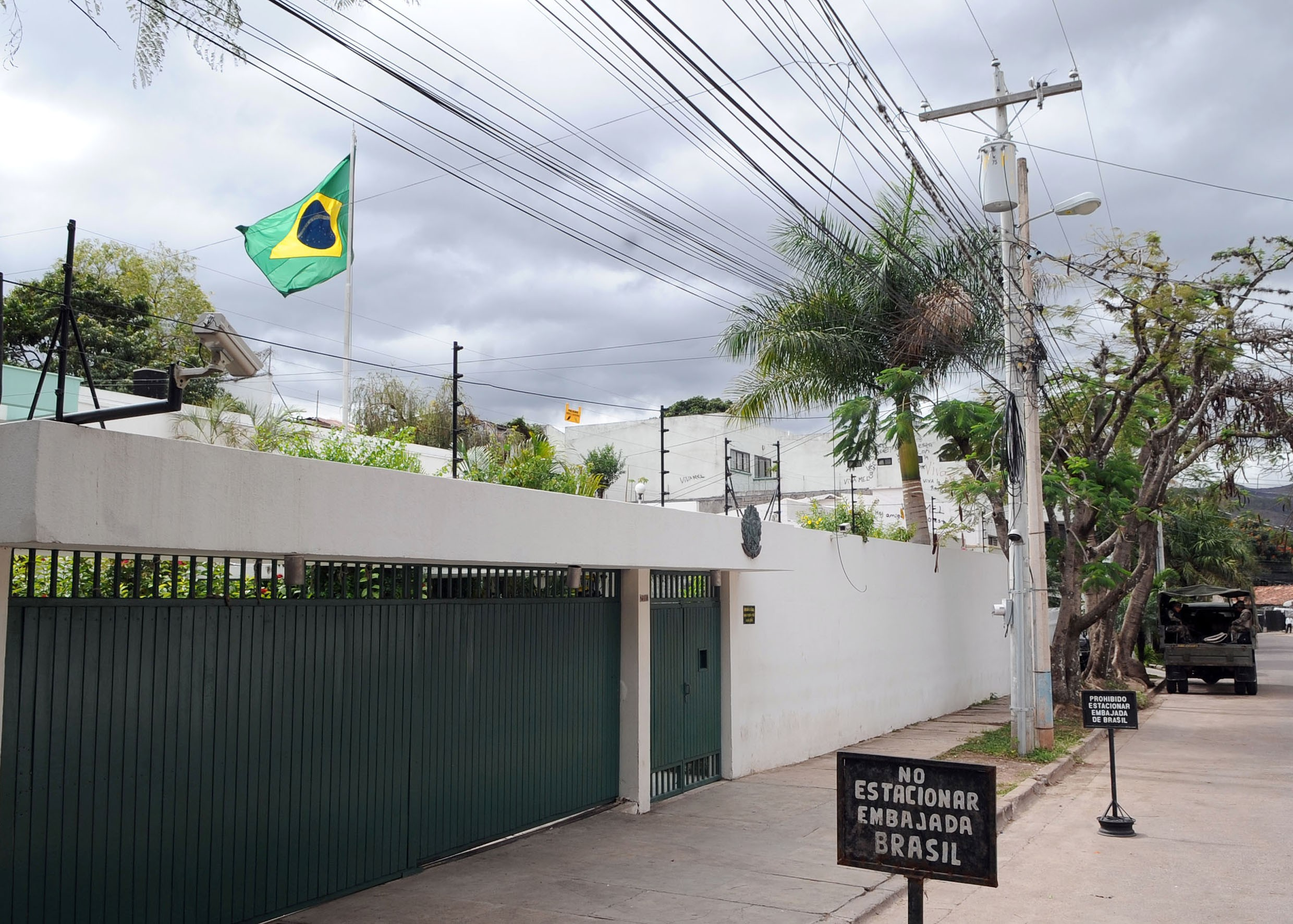
Ambassade à Tegucigalpa.
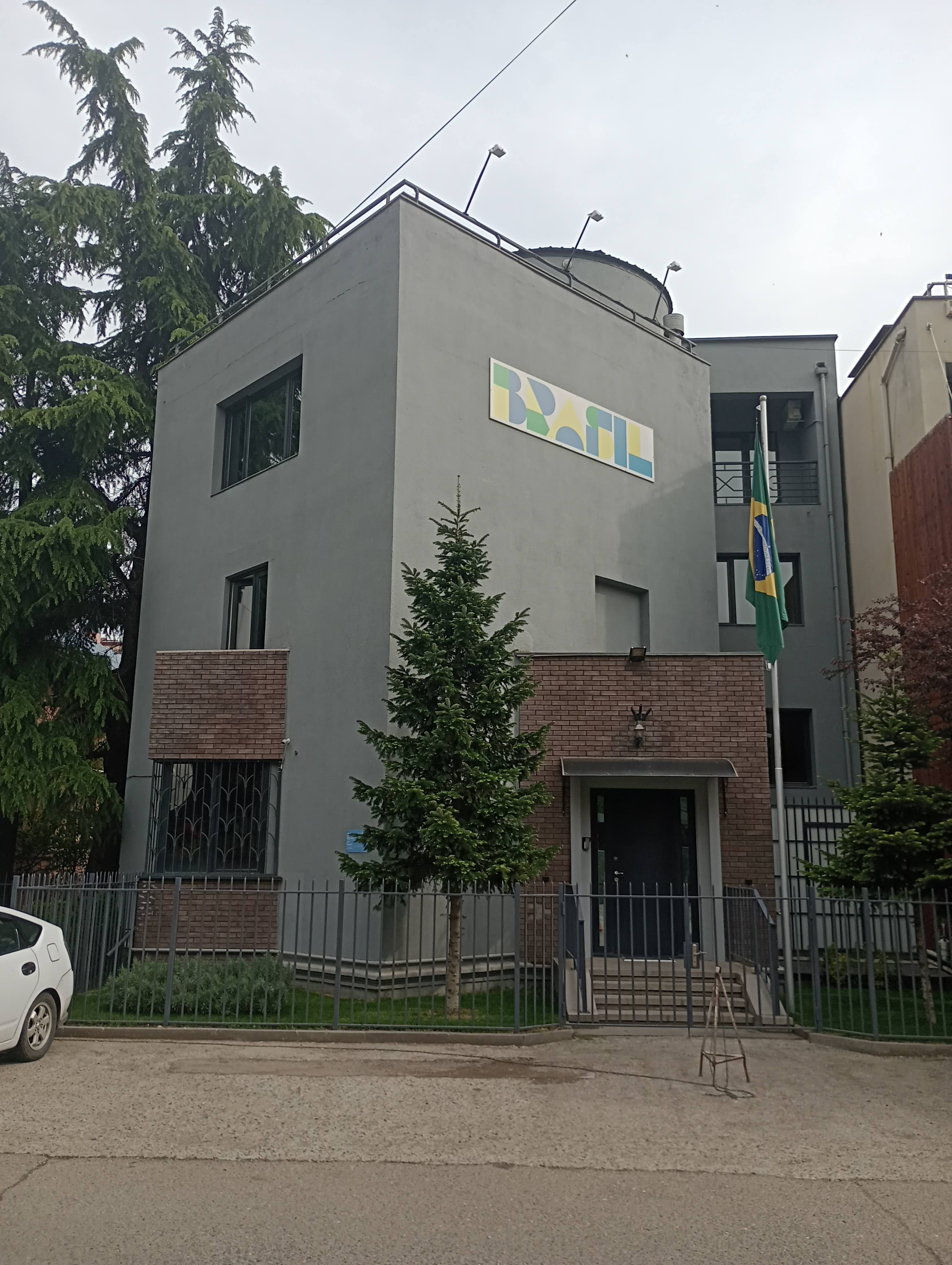
Ambassade à Tbilissi.
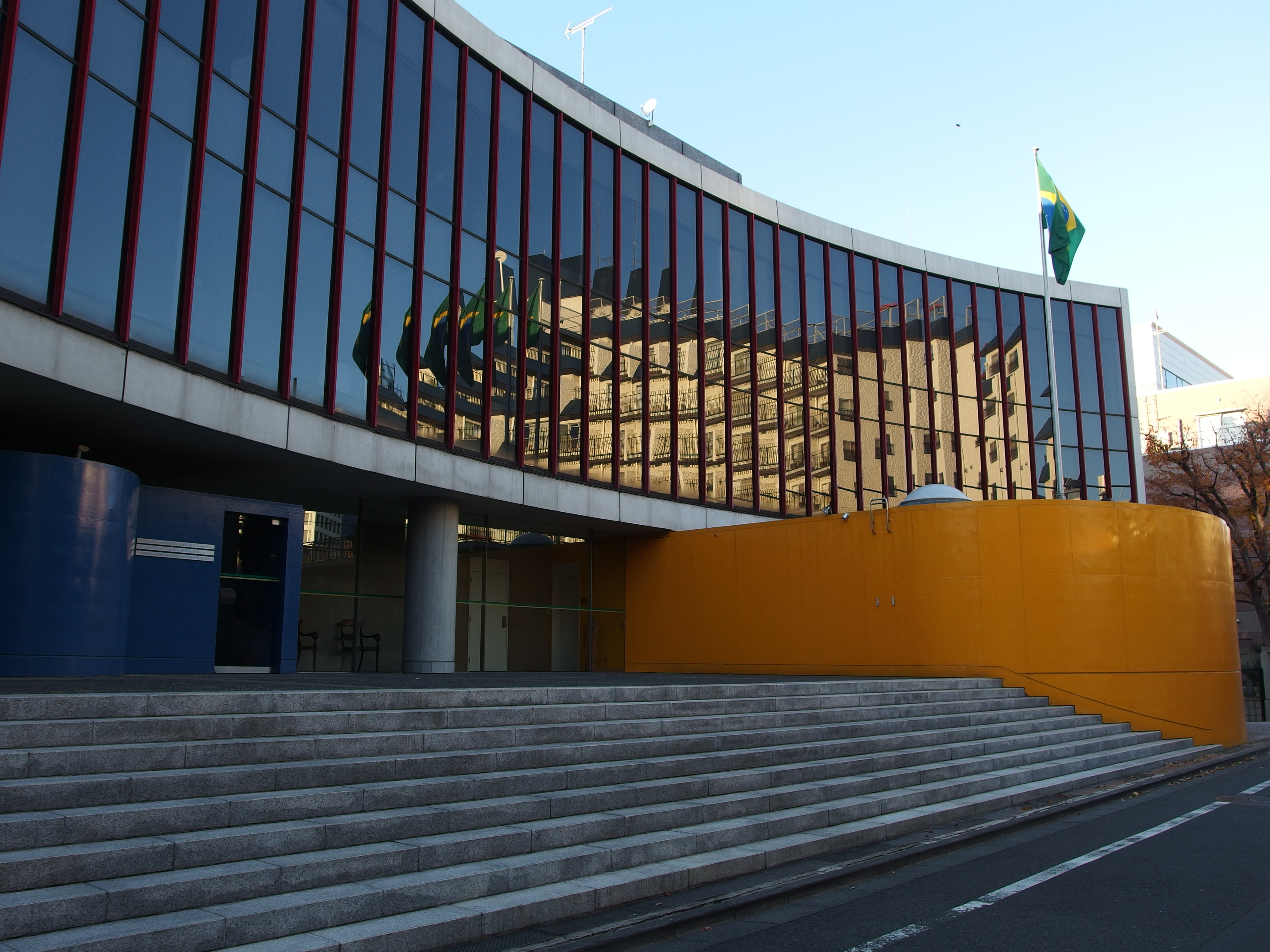
Ambassade à Tokyo.
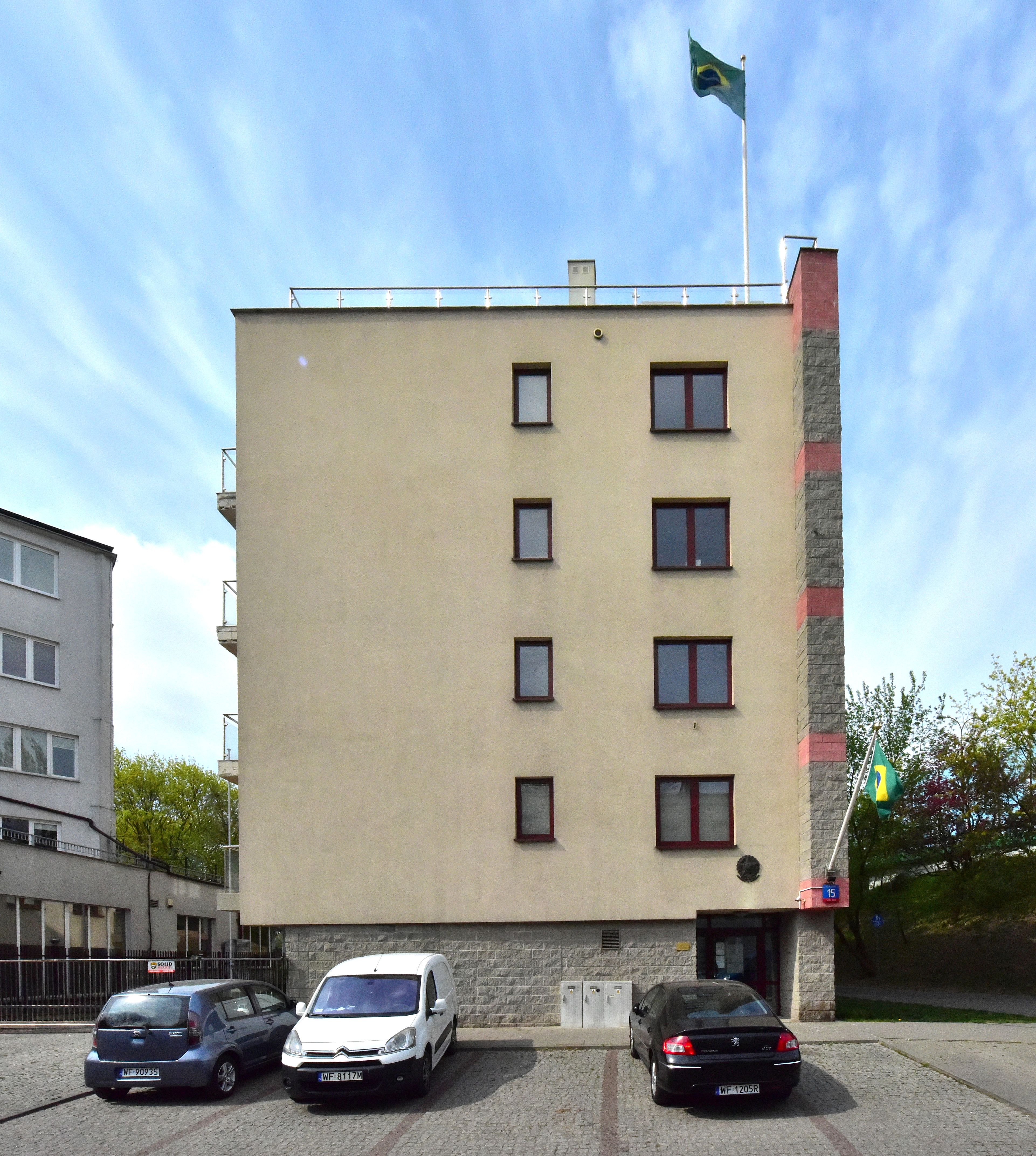
Ambassade à Varsovie.
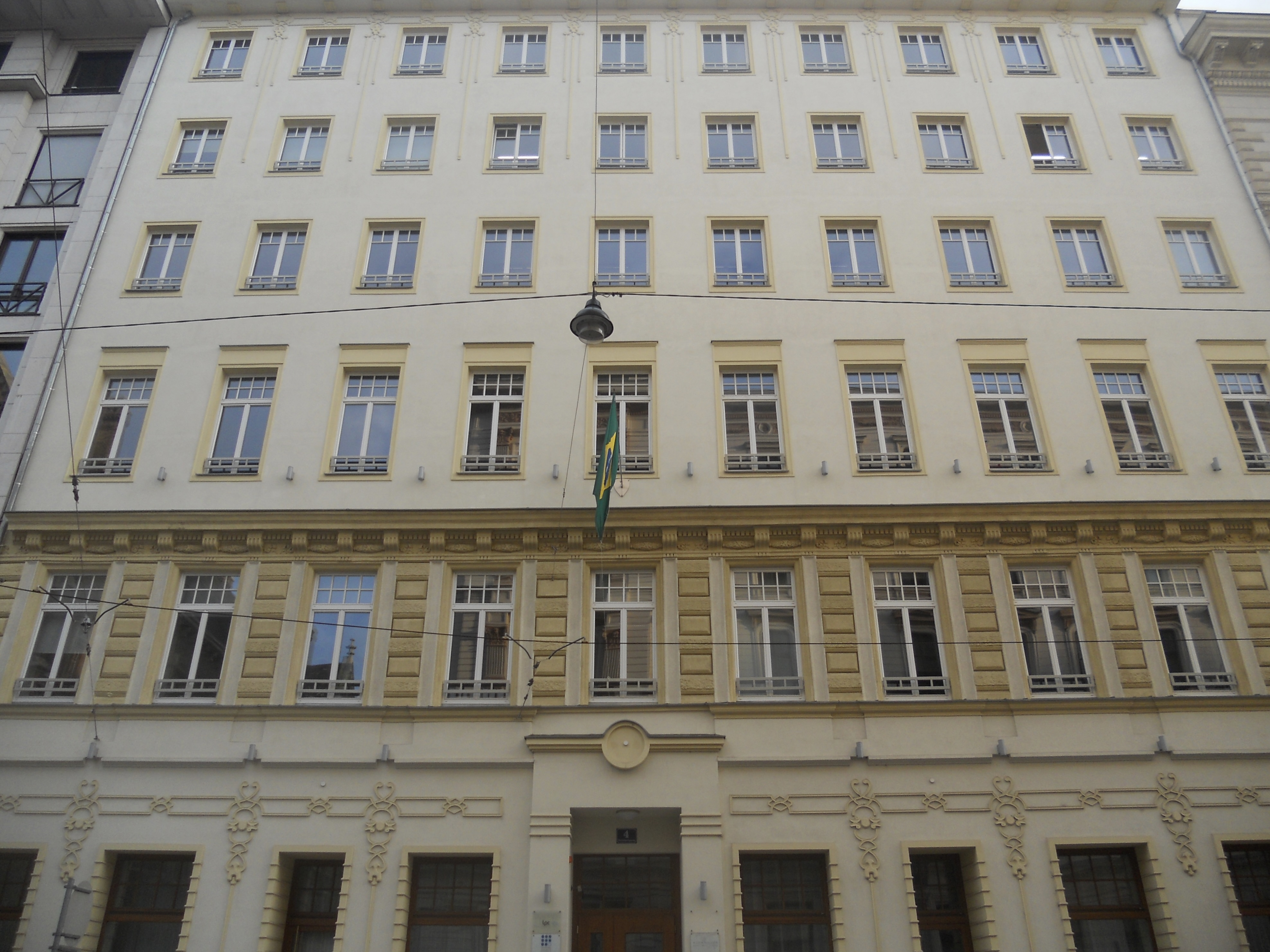
Ambassade à Vienne.
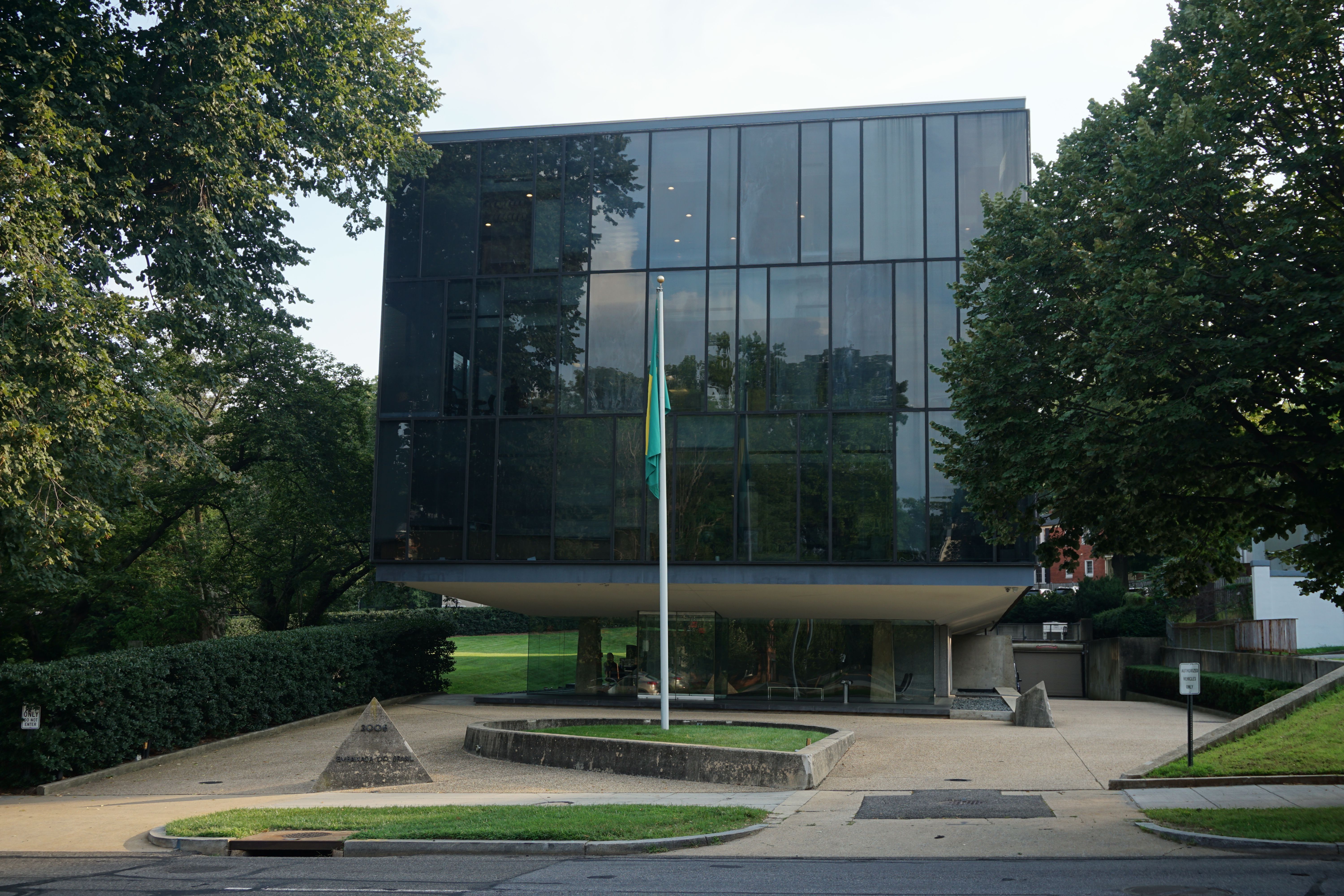
Ambassade à Washington.
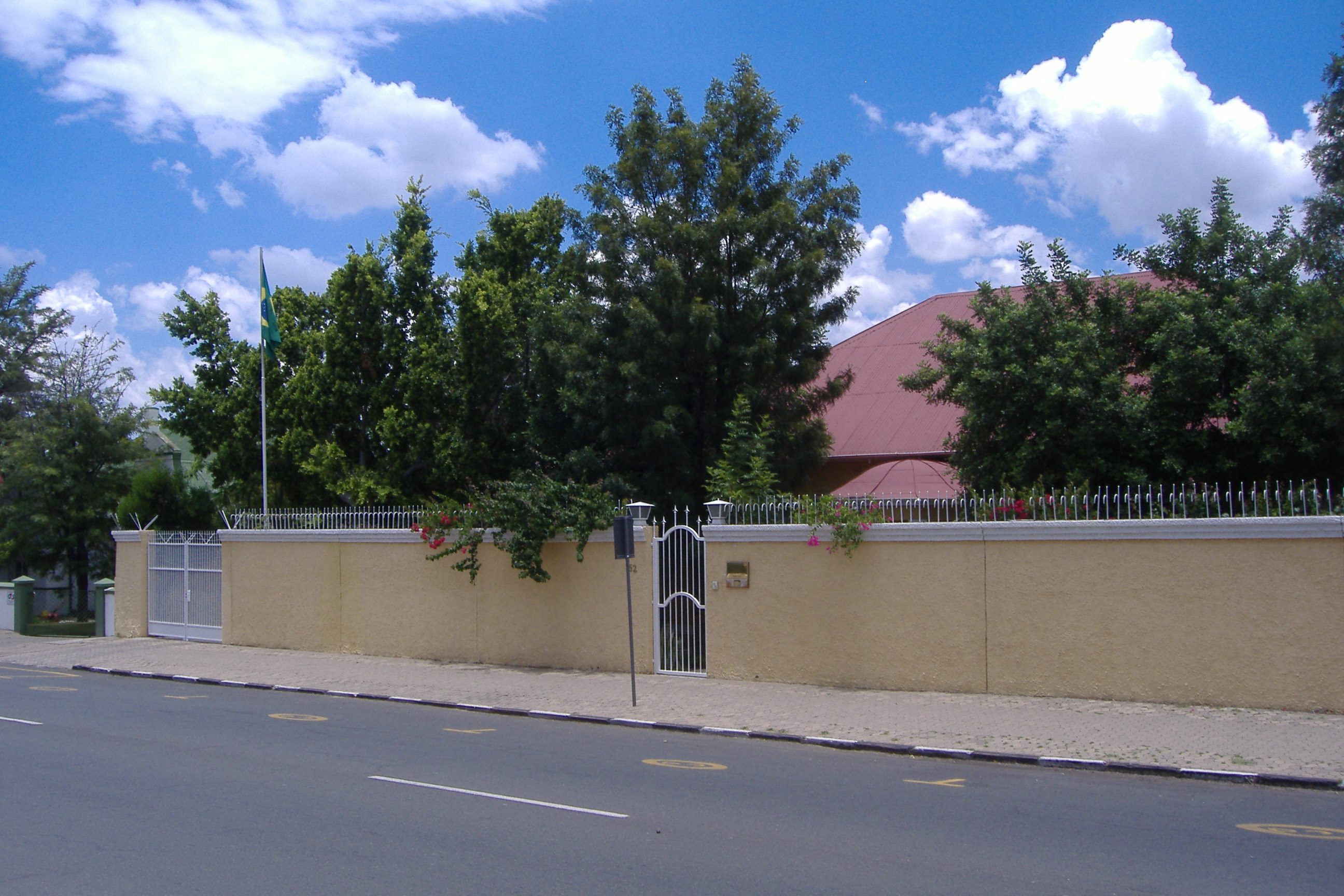
Ambassade à Windhoek.
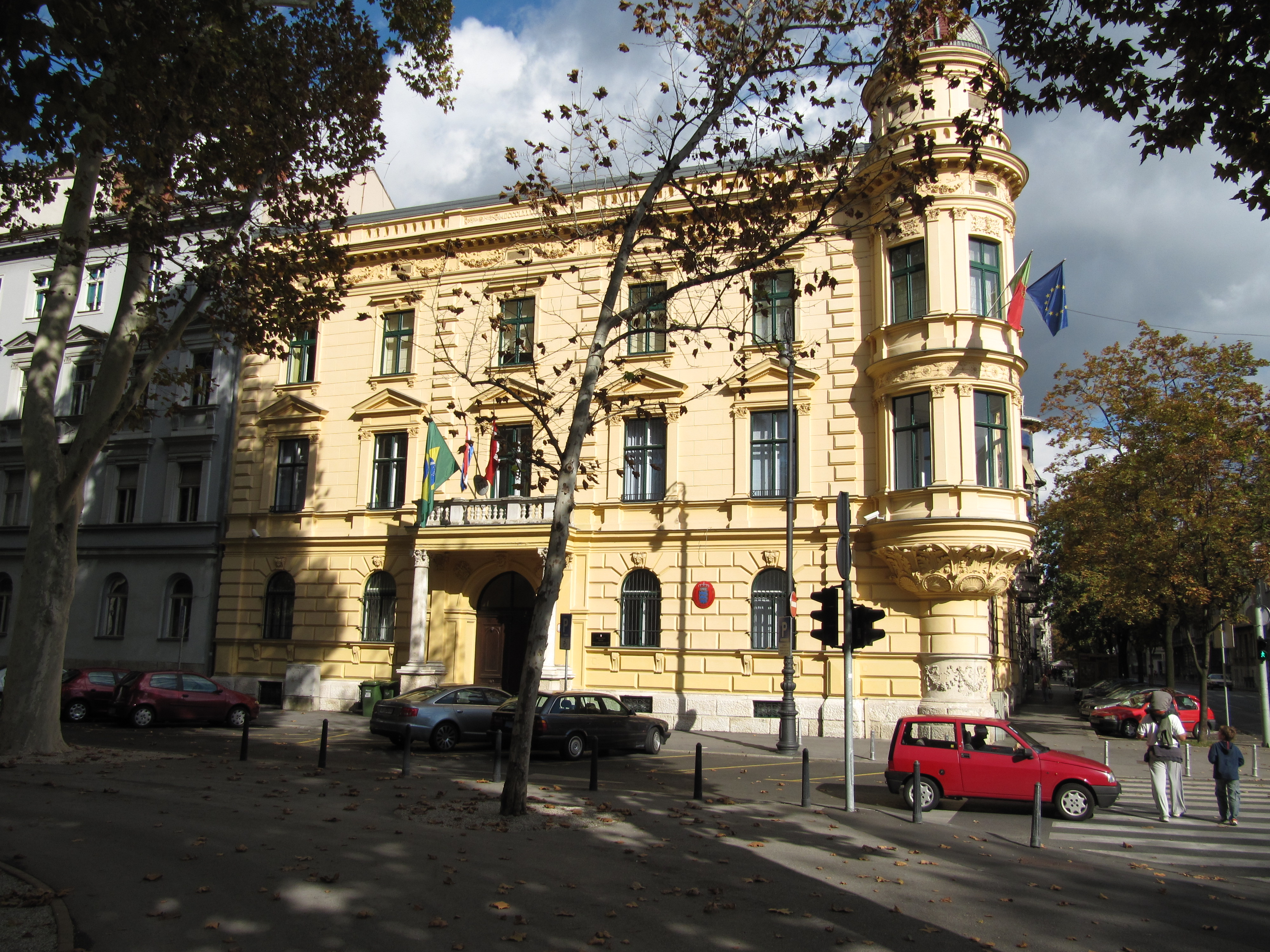
Ambassade à Zagreb.